# Lijst van afleveringen van 3 op Reis
Dit is een lijst van afleveringen van het Nederlandse reisprogramma 3 op Reis op BNN.

## Seizoenen
| Seizoen | Afleveringen (totaal) | Afleveringen (seizoen) | Afleveringen (verloop) |
| ------- | --------------------- | ---------------------- | ---------------------- |
| 1       | 358                   | 22                     | 1–22                   |
| 2       | 358                   | 22                     | 23-44                  |
| 3       | 358                   | 27                     | 45–71                  |
| 4       | 358                   | 26                     | 72–97                  |
| 5       | 358                   | 31                     | 98–128                 |
| 6       | 358                   | 30                     | 129–158                |
| 7       | 358                   | 30                     | 159–188                |
| 8       | 358                   | 30                     | 189–218                |
| 9       | 358                   | 30                     | 219–248                |
| 10      | 358                   | 30                     | 249–278                |
| 11      | 358                   | 40                     | 279–318                |
| 12      | 358                   | 40                     | 319–358                |
| 13      | 358                   | 40                     | 359–398                |
| 14      |                       |                        | 399-                   |
| 15      |                       | ?                      |                        |

Sinds januari 2021 worden er ook specials uitgezonden van 3 op Reis, zie  Specials.

## Seizoen 1
Tijdens het eerste seizoen maakt Floortje Dessing een lange reis van Amsterdam naar Bhutan. Verder werd er wekelijks een gastreiziger op pad gestuurd om een eco-bestemming te verkennen. Sebastiaan Labrie bezoekt, gedurende dit eerste seizoen namens de KRO, wekelijks een onbekende bestemming in Europa.
| Aflevering (seizoen) | Aflevering (programma) | Datum      | Presentatoren                                                                   | Bestemming                                                 | Land                                               |
| -------------------- | ---------------------- | ---------- | ------------------------------------------------------------------------------- | ---------------------------------------------------------- | -------------------------------------------------- |
| 1                    | 1                      | 25-11-2007 | Floortje Dessing Sebastiaan Labrie Jacqueline Govaert (gast)                    | Kiev & Tsjernobyl Dalmatië Nationaal park Corcovado        | Oekraïne Kroatië Costa Rica                        |
| 2                    | 2                      | 02-12-2007 | Floortje Dessing Sebastiaan Labrie Arie Boomsma (gast)                          | Pripjat & Odessa Istanboel Dominica                        | Oekraïne Turkije Dominica                          |
| 3                    | 3                      | 09-12-2007 | Floortje Dessing Sebastiaan Labrie Kluun (gast)                                 | Odessa & Batoemi Boedapest Ibiza                           | Oekraïne & Georgië Hongarije Spanje                |
| 4                    | 4                      | 16-12-2007 | Floortje Dessing Sebastiaan Labrie Cornald Maas (gast)                          | Soechoemi Man Guadeloupe                                   | Georgië (Abchazië) Man Frankrijk                   |
| 5                    | 5                      | 23-12-2007 | Floortje Dessing Sebastiaan Labrie Hind (gast)                                  | Soechoemi Korčula Lissabon                                 | Georgië (Abchazië) Kroatië Portugal                |
| 6                    | 6                      | 06-01-2008 | Floortje Dessing Sebastiaan Labrie Froukje Jansen (gast)                        | Tbilisi & Stepantsminda Olympos Marrakesh                  | Georgië Turkije Marokko                            |
| 7                    | 7                      | 13-01-2008 | Floortje Dessing Sebastiaan Labrie Horace Cohen (gast)                          | Gəncə & Şəki Kotor Reykjavik & Akureyri                    | Azerbeidzjan Montenegro IJsland                    |
| 8                    | 8                      | 20-01-2008 | Floortje Dessing Sebastiaan Labrie Rik van de Westelaken (gast)                 | Lahıc & Bakoe Koerse Schoorwal & Šiauliai Dakar            | Azerbeidzjan Litouwen Senegal                      |
| 9                    | 9                      | 27-01-2008 | Floortje Dessing Sebastiaan Labrie Susan Smit (gast)                            | Bakoe Algodonales & Ronda Puerto Viejo de Talamanca        | Azerbeidzjan Spanje Costa Rica                     |
| 10                   | 10                     | 03-02-2008 | Floortje Dessing Sebastiaan Labrie Jeroen Kijk in de Vegte (gast)               | Türkmenbaşy Plužine San Francisco                          | Turkmenistan Montenegro Verenigde Staten           |
| 11                   | 11                     | 10-02-2008 | Floortje Dessing Sebastiaan Labrie Rik van de Westelaken (gast)                 | Türkmenbaşy & Asjchabad Belfast & Bushmills Ségou & Djenné | Turkmenistan Noord-Ierland Mali                    |
| 12                   | 12                     | 17-02-2008 | Floortje Dessing Sebastiaan Labrie Kurt Rogiers (gast)                          | Asjchabad Sofia Los Angeles                                | Turkmenistan & Iran Bulgarije Verenigde Staten     |
| 13                   | 13                     | 24-02-2008 | Floortje Dessing Sebastiaan Labrie Eva van de Wijdeven & Tygo Gernandt (gasten) | Mashhad & Yazd Athene Lombok .                             | Iran Griekenland Indonesië .                       |
| 14                   | 14                     | 02-03-2008 | Floortje Dessing Sebastiaan Labrie Edsilia Rombley (gast)                       | Isfahan & Bandar Abbas Liepāja Havana & Trinidad           | Iran Letland Cuba                                  |
| 15                   | 15                     | 09-03-2008 | Floortje Dessing Sebastiaan Labrie Barbara de Loor (gast)                       | Qishm Granada Chiang Mai                                   | Iran Spanje Thailand                               |
| 16                   | 16                     | 16-03-2008 | Floortje Dessing Sebastiaan Labrie Tygo Gernandt (gast)                         | Dubai Parnassus Bali                                       | Verenigde Arabische Emiraten Griekenland Indonesië |
| 17                   | 17                     | 23-03-2008 | Floortje Dessing Sebastiaan Labrie Daniël Boissevain (gast)                     | Khasab & Masqat Banská Štiavnica Havana & Viñales          | Oman Slowakije Cuba                                |
| 18                   | 18                     | 30-03-2008 | Floortje Dessing Sebastiaan Labrie Nadja Hüpscher (gast)                        | Masqat La Gomera Ko Chang                                  | Oman Spanje Thailand                               |
| 19                   | 19                     | 06-04-2008 | Floortje Dessing Sebastiaan Labrie Boris van der Ham (gast)                     | Nakhal & Varanasi Leuven Recife & Itamaracá                | Oman & India België Brazilië                       |
| 20                   | 20                     | 13-04-2008 | Floortje Dessing Sebastiaan Labrie Marian Mudder (gast)                         | Paro Óbuda-eiland Luang Prabang                            | Bhutan Hongarije Laos                              |
| 21                   | 21                     | 20-04-2008 | Floortje Dessing Sebastiaan Labrie Ricky Koole (gast)                           | Thimphu Domqueur & Amiens Dode Zee & Petra                 | Bhutan Frankrijk Jordanië                          |
| 22                   | 22                     | 27-04-2008 | Floortje Dessing Sebastiaan Labrie Lucia Rijker (gast)                          | Punakha El Hierro Natal                                    | Bhutan Spanje Brazilië                             |

## Seizoen 2
In het tweede seizoen maakt Floortje Dessing opnieuw een lange reis, dit keer van Amsterdam, naar Amsterdameiland. Froukje Jansen en Sebastiaan Labrie laten iedere week, afgewisseld van elkaar, een bereikbare vakantiebestemming zien.
| Aflevering (seizoen) | Aflevering (programma) | Datum      | Presentatoren                      | Bestemming                                 | Land                                    |
| -------------------- | ---------------------- | ---------- | ---------------------------------- | ------------------------------------------ | --------------------------------------- |
| 1                    | 23                     | 05-10-2008 | Floortje Dessing Froukje Jansen    | Büyükada & Ankara Dennis & Provincetown    | Turkije Verenigde Staten                |
| 2                    | 24                     | 12-10-2008 | Floortje Dessing Sebastiaan Labrie | Aleppo & Damascus Ålesund & Bud            | Syrië Noorwegen                         |
| 3                    | 25                     | 19-10-2008 | Floortje Dessing Froukje Jansen    | Damascus & Ma'loula Ljubljana & Bled       | Syrië Slovenië                          |
| 4                    | 26                     | 26-10-2008 | Floortje Dessing Sebastiaan Labrie | Jeruzalem & Bethlehem Tioman               | Israël & Palestina Maleisië             |
| 5                    | 27                     | 02-11-2008 | Floortje Dessing Froukje Jansen    | Bethlehem & Dode Zee Porto & Lamego        | Palestina & Israël Portugal             |
| 6                    | 28                     | 09-11-2008 | Floortje Dessing Sebastiaan Labrie | Tel Aviv & Golanhoogten Binnen-Hebriden    | Israël Schotland                        |
| 7                    | 29                     | 16-11-2008 | Floortje Dessing Froukje Jansen    | Ramallah & Riyad Quebec                    | Palestina & Saoedi-Arabië Canada        |
| 8                    | 30                     | 23-11-2008 | Floortje Dessing Sebastiaan Labrie | Riyad & Madain Saleh Pau & Soorts-Hossegor | Saoedi-Arabië Frankrijk                 |
| 9                    | 31                     | 30-11-2008 | Floortje Dessing Froukje Jansen    | Jeddah & Abha Bari & Andria                | Saoedi-Arabië Italië                    |
| 10                   | 32                     | 07-12-2008 | Floortje Dessing Sebastiaan Labrie | Socotra Panama-Stad & Panamakanaal         | Jemen Panama                            |
| 11                   | 33                     | 14-12-2008 | Floortje Dessing Froukje Jansen    | Addis Abeba Zürich                         | Ethiopië Zwitserland                    |
| 12                   | 34                     | 21-12-2008 | Floortje Dessing Sebastiaan Labrie | Gondar & Lalibela Kuala Lumpur             | Ethiopië Maleisië                       |
| 13                   | 35                     | 04-01-2009 | Floortje Dessing Froukje Jansen    | Lamu Tallinn & Paldiski                    | Kenia Estland                           |
| 14                   | 36                     | 11-01-2009 | Floortje Dessing Sebastiaan Labrie | Mahé & Praslin Wrocław & Auschwitz         | Seychellen Polen                        |
| 15                   | 37                     | 18-01-2009 | Floortje Dessing Froukje Jansen    | Bird & Port Louis Boston & Salem           | Seychellen & Mauritius Verenigde Staten |
| 16                   | 38                     | 25-01-2009 | Floortje Dessing Sebastiaan Labrie | Saint-Denis & Cilaos Pamplona & Tudela     | Réunion Spanje                          |
| 17                   | 39                     | 01-02-2009 | Floortje Dessing Froukje Jansen    | Crozeteilanden Madrid                      | Franse Zuidelijke Gebieden Spanje       |
| 18                   | 40                     | 08-02-2009 | Floortje Dessing Sebastiaan Labrie | Crozeteilanden Göteborg                    | Franse Zuidelijke Gebieden Zweden       |
| 19                   | 41                     | 15-02-2009 | Floortje Dessing Froukje Jansen    | Kerguelen Montreal                         | Franse Zuidelijke Gebieden Canada       |
| 20                   | 42                     | 22-02-2009 | Floortje Dessing Sebastiaan Labrie | Amsterdam Bocas del Toro                   | Franse Zuidelijke Gebieden Panama       |
| 21                   | 43                     | 01-03-2009 | Floortje Dessing Froukje Jansen    | Amsterdam Porto Cervo & La Maddalena       | Franse Zuidelijke Gebieden Italië       |
| 22                   | 44                     | 08-03-2009 | Floortje Dessing Sebastiaan Labrie | Amsterdam Jakarta & Pelabuhan Ratu         | Franse Zuidelijke Gebieden Indonesië    |

## Seizoen 3
Het derde seizoen wordt gepresenteerd door Floortje Dessing, Daphne Bunskoek, Dennis Storm en Sebastiaan Labrie. 
Floortje maakt opnieuw een reis langs de poolcirkel, waarbij ze o.a. IJsland, Alaska en Siberië bezoekt. Dennis trekt eropuit en maakt diverse stedentrips. Daphne doet het dit seizoen juist rustig aan, en reist af naar verschillende warme bestemmingen. Sebastiaan Labrie doet slechts drie afleveringen, waarin hij Kaapverdië, Madeira, en Zuid-Afrika bezoekt. Ook zien we voor het eerst Nicolette Kluijver als presentatrice. Zij bezoekt Parijs en Genève.
| Aflevering (seizoen) | Aflevering (programma) | Datum      | Presentatoren                      | Bestemming                                             | Land                                |
| -------------------- | ---------------------- | ---------- | ---------------------------------- | ------------------------------------------------------ | ----------------------------------- |
| 1                    | 45                     | 13-09-2009 | Floortje Dessing Daphne Bunskoek   | Florø & Trondheim Chiriquí                             | Noorwegen Panama                    |
| 2                    | 46                     | 20-09-2009 | Floortje Dessing Dennis Storm      | Reykjavik & Geysir Boedapest                           | IJsland Hongarije                   |
| 3                    | 47                     | 27-09-2009 | Daphne Bunskoek Dennis Storm       | Nationaal park Kruger Berlijn                          | Zuid-Afrika Duitsland               |
| 4                    | 48                     | 11-10-2009 | Floortje Dessing Daphne Bunskoek   | Ittoqqortoormiit Nationaal park Limpopo & Inhambane    | Groenland Mozambique                |
| 5                    | 49                     | 18-10-2009 | Floortje Dessing Dennis Storm      | Ittoqqortoormiit San Diego & Tijuana                   | Groenland Verenigde Staten & Mexico |
| 6                    | 50                     | 25-10-2009 | Daphne Bunskoek Dennis Storm       | Cartagena Okehampton & Newquay                         | Colombia Verenigd Koninkrijk        |
| 7                    | 51                     | 01-11-2009 | Floortje Dessing Daphne Bunskoek   | Montreal & Cornwallis Trapani & Marsala                | Canada Italië                       |
| 8                    | 52                     | 08-11-2009 | Floortje Dessing Dennis Storm      | Prins Leopoldeiland & Grise Fiord Agadir & Ouarzazate  | Canada Marokko                      |
| 9                    | 53                     | 15-11-2009 | Daphne Bunskoek Dennis Storm       | Santorini & Folegandros Chicago                        | Griekenland Verenigde Staten        |
| 10                   | 54                     | 22-11-2009 | Floortje Dessing Daphne Bunskoek   | Grise Fiord & Qaanaaq Nauplion & Githion               | Canada & Groenland Griekenland      |
| 11                   | 55                     | 29-11-2009 | Floortje Dessing Dennis Storm      | Koning Willemeiland Black Rock Desert (Burning Man)    | Canada Verenigde Staten             |
| 12                   | 56                     | 06-12-2009 | Daphne Bunskoek Dennis Storm       | Hvar Black Rock Desert (Burning Man)                   | Kroatië Verenigde Staten            |
| 13                   | 57                     | 13-12-2009 | Floortje Dessing Dennis Storm      | Lake Bennett & Skagway Black Rock Desert (Burning Man) | Canada & Verenigde Staten           |
| 14                   | 58                     | 03-01-2010 | Floortje Dessing Daphne Bunskoek   | Juneau & Tenakee Springs Bogota                        | Verenigde Staten Colombia           |
| 15                   | 59                     | 10-01-2010 | Daphne Bunskoek Dennis Storm       | Maputo Cappadocië                                      | Mozambique Turkije                  |
| 16                   | 60                     | 17-01-2010 | Floortje Dessing Dennis Storm      | Fairbanks Málaga & Tanger                              | Verenigde Staten Spanje & Marokko   |
| 17                   | 61                     | 24-01-2010 | Floortje Dessing Daphne Bunskoek   | Nome Palermo & Pantelleria                             | Verenigde Staten Italië             |
| 18                   | 62                     | 31-01-2010 | Daphne Bunskoek Nicolette Kluijver | Auckland Parijs                                        | Nieuw-Zeeland Frankrijk             |
| 19                   | 63                     | 07-02-2010 | Floortje Dessing Dennis Storm      | Nome & Wales Laax                                      | Verenigde Staten Zwitserland        |
| 20                   | 64                     | 14-02-2010 | Daphne Bunskoek Floortje Dessing   | Auckland & Coromandel Jakoetsk                         | Nieuw-Zeeland Rusland               |
| 21                   | 65                     | 21-02-2010 | Floortje Dessing Daphne Bunskoek   | Jakoetsk San Juan & Culebra                            | Rusland Puerto Rico                 |
| 22                   | 66                     | 28-02-2010 | Floortje Dessing Dennis Storm      | Verchojansk Oost-Kaap                                  | Rusland Zuid-Afrika                 |
| 23                   | 67                     | 07-03-2010 | Floortje Dessing Daphne Bunskoek   | Krasnojarsk Miami & Key West                           | Rusland Verenigde Staten            |
| 24                   | 68                     | 14-03-2010 | Sebastiaan Labrie Dennis Storm     | Praia & São Filipe Ischgl & Samnaun                    | Kaapverdië Oostenrijk & Zwitserland |
| 25                   | 69                     | 21-03-2010 | Floortje Dessing Sebastiaan Labrie | Krasnojarsk Ponta do Sol & Funchal                     | Rusland Portugal                    |
| 26                   | 70                     | 28-03-2010 | Nicolette Kluijver Dennis Storm    | Genève & Chamonix Kaapstad                             | Zwitserland & Frankrijk Zuid-Afrika |
| 27                   | 71                     | 04-04-2010 | Floortje Dessing Sebastiaan Labrie | Alta & Kautokeino Johannesburg                         | Noorwegen Zuid-Afrika               |

## Seizoen 4
Het vierde seizoen werd uitgezonden vanaf 12 september 2010 en bestond uit 26 afleveringen. Dit seizoen werden de reizen door opnieuw Floortje Dessing en Dennis Storm gemaakt, maar werden ook Nicolette Kluijver en Patrick Lodiers aan het programma toegevoegd. Voor het eerst kwam het reisprogramma geheel in de handen van BNN terecht na het wegvallen van omroep Llink. Daphne Bunskoek is niet meer te zien in 3 op reis, hier is nooit een reden voor gegeven. In het vierde seizoen bezocht Floortje Dessing eilanden over de hele wereld waaronder de Malediven, Nicolette Kluijver maakte een lange treinreis door Europa, Patrick Lodiers bezocht gebieden waar in het verleden veel onrust is geweest en Dennis Storm bezocht de hipste plekken ter wereld.
| Aflevering (seizoen) | Aflevering (programma) | Datum      | Presentatoren                       | Bestemming                           | Land                                                               |
| -------------------- | ---------------------- | ---------- | ----------------------------------- | ------------------------------------ | ------------------------------------------------------------------ |
| 1                    | 72                     | 12-09-2010 | Floortje Dessing Dennis Storm       | Man Tel Aviv                         | Man Israël                                                         |
| 2                    | 73                     | 19-09-2010 | Floortje Dessing Nicolette Kluijver | Mangareva & Pitcairn Londen & Parijs | Frans-Polynesië & Pitcairneilanden Verenigd Koninkrijk & Frankrijk |
| 3                    | 74                     | 26-09-2010 | Floortje Dessing Dennis Storm       | Pitcairn Hamburg                     | Pitcairneilanden Duitsland                                         |
| 4                    | 75                     | 03-10-2010 | Floortje Dessing Nicolette Kluijver | Pitcairn Lausanne & Comomeer         | Pitcairneilanden Zwitserland & Italië                              |
| 5                    | 76                     | 12-10-2010 | Floortje Dessing Dennis Storm       | Pitcairn Charleroi & Antwerpen       | Pitcairneilanden België                                            |
| 6                    | 77                     | 19-10-2010 | Patrick Lodiers Nicolette Kluijver  | Minsk Venetië                        | Wit-Rusland Italië                                                 |
| 7                    | 78                     | 24-10-2010 | Patrick Lodiers Dennis Storm        | Vetka Beiroet                        | Wit-Rusland Libanon                                                |
| 8                    | 79                     | 31-10-2010 | Patrick Lodiers Nicolette Kluijver  | Homel Wenen                          | Wit-Rusland Oostenrijk                                             |
| 9                    | 80                     | 07-11-2010 | Floortje Dessing Dennis Storm       | Almaty & Aralmeer Ruhrgebied         | Kazachstan Duitsland                                               |
| 10                   | 81                     | 14-11-2010 | Floortje Dessing Nicolette Kluijver | Almaty & Aralsk Transsylvanië        | Kazachstan Roemenië                                                |
| 11                   | 82                     | 21-11-2010 | Floortje Dessing Dennis Storm       | Aralmeer & Bajkonoer New York        | Kazachstan Verenigde Staten                                        |
| 12                   | 83                     | 28-11-2010 | Patrick Lodiers Nicolette Kluijver  | Sarajevo Boekarest & Varna           | Bosnië en Herzegovina Roemenië & Bulgarije                         |
| 13                   | 84                     | 05-12-2010 | Patrick Lodiers Dennis Storm        | Belgrado Istanboel                   | Servië Turkije                                                     |
| 14                   | 85                     | 12-12-2010 | Floortje Dessing                    | Toera                                | Rusland                                                            |
| 15                   | 86                     | 02-01-2011 | Floortje Dessing Dennis Storm       | Malediven Val Thorens                | Malediven Frankrijk                                                |
| 16                   | 87                     | 09-01-2011 | Floortje Dessing Nicolette Kluijver | Faeröer Hangzhou                     | Faeröer China                                                      |
| 17                   | 88                     | 16-01-2011 | Dennis Storm Patrick Lodiers        | Broome Paramaribo                    | Australië Suriname                                                 |
| 18                   | 89                     | 23-01-2011 | Floortje Dessing Dennis Storm       | Spitsbergen Kununurra                | Spitsbergen en Jan Mayen Australië                                 |
| 19                   | 90                     | 30-01-2011 | Patrick Lodiers Dennis Storm        | Paramaribo & Benzdorp Darwin         | Suriname Australië                                                 |
| 20                   | 91                     | 06-02-2011 | Floortje Dessing Patrick Lodiers    | Ikaria Paramaribo                    | Griekenland Suriname                                               |
| 21                   | 92                     | 20-02-2011 | Patrick Lodiers Dennis Storm        | Belfast Pantanal                     | Noord-Ierland Brazilië                                             |
| 22                   | 93                     | 27-02-2011 | Floortje Dessing Dennis Storm       | Falklandeilanden Amazone & Bolivia   | Falklandeilanden Brazilië & Bolivia                                |
| 23                   | 94                     | 06-03-2011 | Floortje Dessing Nicolette Kluijver | Falklandeilanden Malta               | Falklandeilanden Malta                                             |
| 24                   | 95                     | 13-03-2011 | Floortje Dessing Dennis Storm       | Kaapverdië Cairns                    | Kaapverdië Australië                                               |
| 25                   | 96                     | 20-03-2011 | Nicolette Kluijver Dennis Storm     | Costa de la Luz Australië            | Spanje Australië                                                   |
| 26                   | 97                     | 27-03-2011 | Floortje Dessing Nicolette Kluijver | Kaapverdië Chengdu                   | Kaapverdië China                                                   |

## Seizoen 5
In het vijfde seizoen 3 op Reis hebben Floortje Dessing, Nicolette Kluijver, Dennis Storm en Patrick Lodiers opnieuw reizen gemaakt voor BNN. Floortje Dessing maakte de langste roadtrip ooit: vanuit Nederland reed ze via Oost-Europa, Rusland, Mongolië en China naar het land waar vrijwel niemand inkomt: Noord-Korea. Nicolette Kluijver bezocht bekende plekken rondom de Middellandse Zee. De zonnige bestemmingen, waaronder Barcelona, Mallorca, Ibiza en Corsica, werden door Nicolette door een budget-bril bekeken. Dennis ging onder andere naar Hongkong en de Verenigde Staten en maakte een lange zoektocht naar de cowboy, hippie en urban lifestyle. Patrick Lodiers reisde naar landen en gebieden met een onrustig verleden, waaronder Rwanda, Baskenland en El Salvador.
Het vijfde seizoen startte op 4 september 2011. Op 29 april 2012 was de laatste reguliere aflevering van seizoen 5, waarin de finale van de lange reis van Floortje Dessing te zien was.
| Aflevering (seizoen) | Aflevering (programma) | Datum      | Presentatoren                       | Bestemming                                              | Land                              |
| -------------------- | ---------------------- | ---------- | ----------------------------------- | ------------------------------------------------------- | --------------------------------- |
| 1                    | 98                     | 04-09-2011 | Floortje Dessing Dennis Storm       | Davos Portland                                          | Zwitserland Verenigde Staten      |
| 2                    | 99                     | 11-09-2011 | Dennis Storm Floortje Dessing       | Oregon Leipzig                                          | Verenigde Staten Duitsland        |
| 3                    | 100                    | 18-09-2011 | Patrick Lodiers Nicolette Kluijver  | Rwanda Lissabon                                         | Rwanda Portugal                   |
| 4                    | 101                    | 25-09-2011 | Floortje Dessing Patrick Lodiers    | Gdańsk Kigali                                           | Polen Rwanda                      |
| 5                    | 102                    | 09-10-2011 | Patrick Lodiers Dennis Storm        | Gisenyi Albuquerque                                     | Rwanda Verenigde Staten           |
| 6                    | 103                    | 16-10-2011 | Floortje Dessing Dennis Storm       | Wolfsschanze & Litouwen Monument Valley & Colorado City | Polen & Litouwen Verenigde Staten |
| 7                    | 104                    | 23-10-2011 | Floortje Dessing Dennis Storm       | Vilnius Las Vegas                                       | Litouwen Verenigde Staten         |
| 8                    | 105                    | 30-10-2011 | Nicolette Kluijver Floortje Dessing | Sevilla Riga                                            | Spanje Letland                    |
| 9                    | 106                    | 06-11-2011 | Patrick Lodiers Floortje Dessing    | San Sebastián Riga & Moskou                             | Spanje Letland & Rusland          |
| 10                   | 107                    | 13-11-2011 | Chris Zegers Floortje Dessing       | Bolivia Moskou                                          | Bolivia Rusland                   |
| 11                   | 108                    | 20-11-2011 | Chris Zegers Patrick Lodiers        | Bolivia Bilbao                                          | Bolivia Spanje                    |
| 12                   | 109                    | 27-11-2012 | Floortje Dessing Nicolette Kluijver | Bisjkek Barcelona                                       | Kirgizië Spanje                   |
| 13                   | 110                    | 04-12-2011 | Nicolette Kluijver Dennis Storm     | Ibiza Vietnam                                           | Spanje Vietnam                    |
| 14                   | 111                    | 11-12-2011 | Floortje Dessing Dennis Storm       | Kirgizië Vietnam                                        | Kirgizië Vietnam                  |
| 15                   | 112                    | 01-01-2012 | Floortje Dessing                    | Pyongyang                                               | Noord-Korea                       |
| 16                   | 113                    | 08-01-2012 | Chris Zegers Floortje Dessing       | Buenos Aires Noord-Korea                                | Argentinië Noord-Korea            |
| 17                   | 114                    | 15-01-2012 | Chris Zegers Dennis Storm           | Buenos Aires Texas                                      | Argentinië Verenigde Staten       |
| 18                   | 115                    | 22-01-2012 | Floortje Dessing Nicolette Kluijver | Noord-Korea Toscane                                     | Noord-Korea Italië                |
| 19                   | 116                    | 29-01-2012 | Nicolette Kluijver Floortje Dessing | Corsica Pyongyang                                       | Frankrijk Noord-Korea             |
| 20                   | 117                    | 05-02-2012 | Dennis Storm Floortje Dessing       | Zweden Bisjkek                                          | Zweden Kirgizië                   |
| 21                   | 118                    | 12-02-2012 | Dennis Storm Floortje Dessing       | Zweden Kirgizië & Oezbekistan                           | Zweden Kirgizië & Oezbekistan     |
| 22                   | 119                    | 19-02-2012 | Nicolette Kluijver Floortje Dessing | Kroatië Oezbekistan                                     | Kroatië Oezbekistan               |
| 23                   | 120                    | 26-02-2012 | Nicolette Kluijver Floortje Dessing | Kroatië Oezbekistan                                     | Kroatië Oezbekistan               |
| 24                   | 121                    | 11-03-2012 | Dennis Storm Nicolette Kluijver     | Hongkong Amman & Dode Zee                               | Hongkong Jordanië                 |
| 25                   | 122                    | 18-03-2012 | Patrick Lodiers Dennis Storm        | Diyarbakır Hongkong                                     | Turkije Hongkong                  |
| 26                   | 123                    | 25-03-2012 | Patrick Lodiers Floortje Dessing    | Turkije Oezbekistan                                     | Turkije Oezbekistan               |
| 27                   | 124                    | 01-04-2012 | Floortje Dessing Nicolette Kluijver | Barnaoel Wadi Rum                                       | Rusland Jordanië                  |
| 28                   | 125                    | 08-04-2012 | Nicolette Kluijver Floortje Dessing | Canarische Eilanden Mongolië                            | Spanje Mongolië                   |
| 29                   | 126                    | 15-04-2012 | Chris Zegers Floortje Dessing       | San Salvador Mongolië                                   | El Salvador Mongolië              |
| 30                   | 127                    | 22-04-2012 | Chris Zegers Floortje Dessing       | Suchitoto Ulaanbaatar                                   | El Salvador Mongolië              |
| 31                   | 128                    | 29-04-2012 | Chris Zegers Floortje Dessing       | Granada Ulaanbaatar & Peking                            | Nicaragua Mongolië & China        |

## Seizoen 6
Van september 2012 tot april 2013 was het zesde seizoen van 3 op Reis te zien. Het oorspronkelijke reisplan van Floortje Dessing was om via Japan en de Filipijnen naar Australië te reizen, maar ze moest haar reis halverwege wegens ziekte staken. Na een operatie en een aantal maanden rust keerde Floortje in februari 2013 weer terug in het seizoen, ditmaal om kortere trips te maken die in het teken stonden van haar herstel. Dennis Storm bezocht alle landen van de EU en Patrick Lodiers en Nicolette Kluijver maakten kortere trips. Ook Chris Zegers maakte als gastpresentator een aantal reizen, waaronder in de Verenigde Staten en Namibië. Geraldine Kemper ging na 3 op Reis Summertime ook deel uitmaken van het presentatieteam en bezocht onder andere de Caraïben.
| Aflevering (seizoen) | Aflevering (programma) | Datum      | Presentatoren                      | Bestemming                              | Land                                    |
| -------------------- | ---------------------- | ---------- | ---------------------------------- | --------------------------------------- | --------------------------------------- |
| 1                    | 129                    | 02-09-2012 | Floortje Dessing Dennis Storm      | Osaka Gent                              | Japan België                            |
| 2                    | 130                    | 09-09-2012 | Dennis Storm Nicolette Kluijver    | Ardennen & Luxemburg & Rijsel Istanboel | België & Luxemburg & Frankrijk Turkije  |
| 3                    | 131                    | 16-09-2012 | Floortje Dessing Dennis Storm      | Kobe & Sendai Londen                    | Japan Verenigd Koninkrijk               |
| 4                    | 132                    | 23-09-2012 | Patrick Lodiers Dennis Storm       | Tunis Ierland & Porto                   | Tunesië Ierland & Portugal              |
| 5                    | 133                    | 30-09-2012 | Patrick Lodiers Dennis Storm       | Tunis & Carthago Aveiro                 | Tunesië Portugal                        |
| 6                    | 134                    | 07-10-2012 | Dennis Storm Floortje Dessing      | Madrid Sendai                           | Spanje Japan                            |
| 7                    | 135                    | 14-10-2012 | Nicolette Kluijver Dennis Storm    | Bodrum Ebro Delta & Barcelona & Malta   | Turkije Spanje & Malta                  |
| 8                    | 136                    | 21-10-2012 | Nicolette Kluijver Patrick Lodiers | Schotse Hooglanden Tbilisi              | Schotland Georgië                       |
| 9                    | 137                    | 28-10-2012 | Patrick Lodiers Dennis Storm       | Gori Malta & Cyprus                     | Georgië Malta & Cyprus                  |
| 10                   | 138                    | 04-11-2012 | Dennis Storm Geraldine Kemper      | Thessaloniki & Athos Curaçao            | Griekenland Curaçao                     |
| 11                   | 139                    | 11-11-2012 | Patrick Lodiers Geraldine Kemper   | Nagorno-Karabach Curaçao                | Nagorno-Karabach Curaçao                |
| 12                   | 140                    | 18-11-2012 | Chris Zegers Dennis Storm          | Albuquerque Sofia                       | Verenigde Staten Bulgarije              |
| 13                   | 141                    | 25-11-2012 | Dennis Storm Floortje Dessing      | Roemenië Manilla                        | Roemenië Filipijnen                     |
| 14                   | 142                    | 02-12-2012 | Floortje Dessing Chris Zegers      | Palawan Vermont                         | Filipijnen Verenigde Staten             |
| 15                   | 143                    | 09-12-2012 | Floortje Dessing Dennis Storm      | Siquijor Ljubljana                      | Filipijnen Slovenië                     |
| 16                   | 144                    | 16-12-2012 | Dennis Storm Geraldine Kemper      | San Daniele del Friuli & Kaprun Bonaire | Italië & Oostenrijk Caribisch Nederland |
| 17                   | 145                    | 06-01-2013 | Chris Zegers Nicolette Kluijver    | Nashville & Knoxville Edinburgh         | Verenigde Staten Schotland              |
| 18                   | 146                    | 13-01-2013 | Patrick Lodiers Chris Zegers       | Yangon & Pagan Windhoek & Namibwoestijn | Myanmar Namibië                         |
| 19                   | 147                    | 20-01-2013 | Dennis Storm Patrick Lodiers       | Bratislava & Praag Pagan                | Slowakije & Tsjechië Myanmar            |
| 20                   | 148                    | 27-01-2013 | Chris Zegers Dennis Storm          | Namibwoestijn & Sossusvlei Warschau     | Namibië Polen                           |
| 21                   | 149                    | 10-02-2013 | Chris Zegers Floortje Dessing      | Swakopmund Genève                       | Namibië Zwitserland                     |
| 22                   | 150                    | 17-02-2013 | Dennis Storm Patrick Lodiers       | Palanga & Riga Mandalay                 | Litouwen & Letland Myanmar              |
| 23                   | 151                    | 24-02-2013 | Patrick Lodiers Dennis Storm       | Inlemeer Tallinn                        | Myanmar Estland                         |
| 24                   | 152                    | 03-03-2013 | Patrick Lodiers Dennis Storm       | Ngapali Helsinki                        | Myanmar Finland                         |
| 25                   | 153                    | 10-03-2013 | Chris Zegers Nicolette Kluijver    | Montevideo Granada                      | Uruguay Spanje                          |
| 26                   | 154                    | 17-03-2013 | Chris Zegers Floortje Dessing      | Cabo Polonio Mozambique                 | Uruguay Mozambique                      |
| 27                   | 155                    | 24-03-2013 | Floortje Dessing Dennis Storm      | Mozambique Gotland                      | Mozambique Zweden                       |
| 28                   | 156                    | 31-03-2013 | Dennis Storm Floortje Dessing      | Kopenhagen Ilha de Moçambique           | Denemarken Mozambique                   |
| 29                   | 157                    | 07-04-2013 | Floortje Dessing Dennis Storm      | Tromsø & Alta Garmisch-Partenkirchen    | Noorwegen Duitsland                     |
| 30                   | 158                    | 14-04-2013 | Dennis Storm Floortje Dessing      | Zuid-Duitsland Oslo                     | Duitsland Noorwegen                     |

## Seizoen 7
Het zevende seizoen begon in september 2013. Floortje Dessing maakt een lange reis van Nederland, per containerschip naar New York om daarna door te reizen naar Alaska. Dennis Storm maakt verschillende road trips door enkele Europese landen. Ook maakt hij een reis naar India. Geraldine Kemper bezoekt enkele festivals en Nicolette Kluijver gaat in haar laatste seizoen enkele weekendjes weg. Verder maken Chris Zegers, die nu vast lid is van het presentatieteam, en Patrick Lodiers enkele reizen. Ook wordt Katja Schuurman toegevoegd aan het team.
| Aflevering (seizoen) | Aflevering (programma) | Datum      | Presentatoren                       | Bestemming                                    | Land                                 |
| -------------------- | ---------------------- | ---------- | ----------------------------------- | --------------------------------------------- | ------------------------------------ |
| 1                    | 159                    | 08-09-2013 | Floortje Dessing Dennis Storm       | Rotterdam Leuven                              | Nederland België                     |
| 2                    | 160                    | 15-09-2013 | Chris Zegers Floortje Dessing       | Vancouver Le Havre                            | Canada Frankrijk                     |
| 3                    | 161                    | 22-09-2013 | Chris Zegers Geraldine Kemper       | Dawson City Kaapstad                          | Canada Zuid-Afrika                   |
| 4                    | 162                    | 29-09-2013 | Dennis Storm Floortje Dessing       | Liechtenstein Atlantische Oceaan              | Liechtenstein –                      |
| 5                    | 163                    | 06-10-2013 | Floortje Dessing Dennis Storm       | New York Kiev                                 | Verenigde Staten Oekraïne            |
| 6                    | 164                    | 13-10-2013 | Dennis Storm Floortje Dessing       | Tsjernobyl New York                           | Oekraïne Verenigde Staten            |
| 7                    | 165                    | 20-10-2013 | Floortje Dessing Dennis Storm       | Pennsylvania Lviv                             | Verenigde Staten Oekraïne            |
| 8                    | 166                    | 27-10-2013 | Dennis Storm Geraldine Kemper       | Chisinau Kaapstad                             | Moldavië Zuid-Afrika                 |
| 9                    | 167                    | 03-11-2013 | Geraldine Kemper Dennis Storm       | Kaapstad Helgoland                            | Zuid-Afrika Duitsland                |
| 10                   | 168                    | 10-11-2013 | Floortje Dessing Nicolette Kluijver | Detroit Girona                                | Verenigde Staten Spanje              |
| 11                   | 169                    | 17-11-2013 | Dennis Storm Floortje Dessing       | Siena & San Gimignano & Montefiascone Holland | Italië Verenigde Staten              |
| 12                   | 170                    | 24-11-2013 | Floortje Dessing Dennis Storm       | Saugatuck & Indianapolis Napels               | Verenigde Staten Italië              |
| 13                   | 171                    | 01-12-2014 | Dennis Storm Nicolette Kluijver     | Vesuvius & Amalfikust Marseille               | Italië Frankrijk                     |
| 14                   | 172                    | 08-12-2013 | Geraldine Kemper Patrick Lodiers    | Valencia & Buñol Brussel                      | Spanje België                        |
| 15                   | 173                    | 15-12-2013 | Floortje Dessing Nicolette Kluijver | Indianapolis & Minneapolis Wales              | Verenigde Staten Verenigd Koninkrijk |
| 16                   | 174                    | 05-01-2014 | Chris Zegers Dennis Storm           | Halifax & Newfoundland Zürich                 | Canada Zwitserland                   |
| 17                   | 175                    | 12-01-2014 | Dennis Storm Floortje Dessing       | New Delhi Minneapolis                         | India Verenigde Staten               |
| 18                   | 176                    | 19-01-2014 | Dennis Storm Chris Zegers           | Jaipur Fogo Island                            | India Canada                         |
| 19                   | 177                    | 26-01-2014 | Floortje Dessing Dennis Storm       | North Dakota Taj Mahal & Benares              | Verenigde Staten India               |
| 20                   | 178                    | 02-02-2014 | Nicolette Kluijver Floortje Dessing | Fez Mount Rushmore & Sturgis                  | Marokko Verenigde Staten             |
| 21                   | 179                    | 09-02-2014 | Katja Schuurman Floortje Dessing    | Ometepe Yellowstone                           | Nicaragua Verenigde Staten           |
| 22                   | 180                    | 16-02-2014 | Katja Schuurman Dennis Storm        | Meer van Nicaragua Benares                    | Nicaragua India                      |
| 23                   | 181                    | 23-02-2014 | Floortje Dessing Dennis Storm       | Butte Megalaya                                | Verenigde Staten India               |
| 24                   | 182                    | 02-03-2014 | Chris Zegers Katja Schuurman        | Wellington Costa Rica                         | Nieuw-Zeeland Costa Rica             |
| 25                   | 183                    | 09-03-2014 | Patrick Lodiers Chris Zegers        | Kameroen Zuidereiland                         | Kameroen Nieuw-Zeeland               |
| 26                   | 184                    | 16-03-2014 | Chris Zegers Geraldine Kemper       | Christchurch Ardennen                         | Nieuw-Zeeland België                 |
| 27                   | 185                    | 23-03-2014 | Patrick Lodiers Floortje Dessing    | Nyosmeer Seattle                              | Kameroen Verenigde Staten            |
| 28                   | 186                    | 30-03-2014 | Dennis Storm Floortje Dessing       | Scilly-eilanden Seattle                       | Verenigd Koninkrijk Verenigde Staten |
| 29                   | 187                    | 06-04-2014 | Floortje Dessing Patrick Lodiers    | Anchorage Kameroen                            | Verenigde Staten Kameroen            |
| 30                   | 188                    | 13-04-2014 | Floortje Dessing Dennis Storm       | Dutch Harbor Zwitserland                      | Verenigde Staten Zwitserland         |

## Seizoen 8
Naast Floortje Dessing, Dennis Storm, Geraldine Kemper en Chris Zegers is de Belgische Evi Hanssen toegevoegd aan het 3 op Reis-team. Floortje eindigde vorig jaar in Alaska en zal dit jaar via China, Centraal-Azië en Iran naar Nederland terug reizen. Dennis maakt enkele roadtrips in Europa en Chili en Geraldine en Chris vertrekken naar enkele onontdekte landen als Sri Lanka, Montenegro, Ghana en Colombia. Katja Schuurman, Patrick Lodiers en Nicolette Kluijver maken geen deel meer uit van het presentatieteam.
| Aflevering (seizoen) | Aflevering (programma) | Datum      | Presentatoren                     | Bestemming                                           | Land                             |
| -------------------- | ---------------------- | ---------- | --------------------------------- | ---------------------------------------------------- | -------------------------------- |
| 1                    | 189                    | 07-09-2014 | Floortje Dessing Dennis Storm     | Okinawa Skopje                                       | Japan Noord-Macedonië            |
| 2                    | 190                    | 14-09-2014 | Dennis Storm Geraldine Kemper     | Meer van Ohrid Leipzig                               | Noord-Macedonië Duitsland        |
| 3                    | 191                    | 21-09-2014 | Floortje Dessing Dennis Storm     | Okinawa & Shanghai Tirana                            | Japan & China Albanië            |
| 4                    | 192                    | 28-09-2014 | Dennis Storm Chris Zegers         | Rivièra Anuradhapura                                 | Albanië Sri Lanka                |
| 5                    | 193                    | 05-10-2014 | Chris Zegers Geraldine Kemper     | Trincomalee Dolomieten                               | Sri Lanka Italië                 |
| 6                    | 194                    | 12-10-2014 | Chris Zegers Dennis Storm         | Kandy & Nuwara Eliya Valença & Ponte de Lima & Braga | Sri Lanka Portugal               |
| 7                    | 195                    | 19-10-2014 | Dennis Storm Floortje Dessing     | Guimarães & Alcobaça & Lissabon Xi'an                | Portugal China                   |
| 8                    | 196                    | 26-10-2014 | Dennis Storm Chris Zegers         | Algarve Belfast & Dublin                             | Portugal Noord-Ierland & Ierland |
| 9                    | 197                    | 02-11-2014 | Chris Zegers Evi Hanssen          | Dublin Ivalo                                         | Ierland Finland                  |
| 10                   | 198                    | 09-11-2014 | Floortje Dessing Evi Hanssen      | Tibet Ivalo                                          | China Finland                    |
| 11                   | 199                    | 16-11-2014 | Geraldine Kemper Dennis Storm     | Medellín The Hamptons                                | Colombia Verenigde Staten        |
| 12                   | 200                    | 23-11-2014 | Geraldine Kemper Evi Hanssen      | Santa Marta Antwerpen                                | Colombia België                  |
| 13                   | 201                    | 30-11-2014 | Floortje Dessing Geraldine Kemper | Badain Jaranwoestijn Leipzig                         | China Duitsland                  |
| 14                   | 202                    | 07-12-2014 | Chris Zegers Floortje Dessing     | Baai van Kotor Turpan                                | Montenegro China                 |
| 15                   | 203                    | 14-12-2014 | Dennis Storm Floortje Dessing     | Pucón Pamir Highway                                  | Chili China & Kirgizië           |
| 16                   | 204                    | 04-01-2015 | Geraldine Kemper Dennis Storm     | Venetië Santiago                                     | Italië Chili                     |
| 17                   | 205                    | 11-01-2015 | Dennis Storm Evi Hanssen          | Valparaíso Parijs                                    | Chili Frankrijk                  |
| 18                   | 206                    | 18-01-2015 | Geraldine Kemper Evi Hanssen      | Accra & Wli Parijs & Étretat                         | Ghana Frankrijk                  |
| 19                   | 207                    | 25-01-2015 | Chris Zegers Dennis Storm         | Kalimantan Valle de Elqui                            | Indonesië Chili                  |
| 20                   | 208                    | 01-02-2015 | Evi Hanssen Chris Zegers          | IJsland Makassar                                     | IJsland Indonesië                |
| 21                   | 209                    | 08-02-2015 | Floortje Dessing Dennis Storm     | Murghab Copiapó                                      | Tadzjikistan Chili               |
| 22                   | 210                    | 15-02-2015 | Chris Zegers Dennis Storm         | Rantepao San Pedro de Atacama                        | Indonesië Chili                  |
| 23                   | 211                    | 22-02-2015 | Floortje Dessing Chris Zegers     | Choroeg & Doesjanbe Rantepao                         | Tadzjikistan Indonesië           |
| 24                   | 212                    | 01-03-2015 | Evi Hanssen Chris Zegers          | Mallorca Sengkang                                    | Spanje Indonesië                 |
| 25                   | 213                    | 15-03-2015 | Dennis Storm Evi Hanssen          | Philadelphia Menorca                                 | Verenigde Staten Spanje          |
| 26                   | 214                    | 22-03-2015 | Chris Zegers Floortje Dessing     | Belgrado & Novi Sad Bam & Shiraz                     | Servië Iran                      |
| 27                   | 215                    | 29-03-2015 | Floortje Dessing Geraldine Kemper | Shiraz & Kashan Sal                                  | Iran Kaapverdië                  |
| 28                   | 216                    | 05-04-2015 | Geraldine Kemper Dennis Storm     | São Vicente & Santo Antão Woodstock                  | Kaapverdië Verenigde Staten      |
| 29                   | 217                    | 12-04-2015 | Dennis Storm Floortje Dessing     | Taipei Teheran                                       | Taiwan Iran                      |
| 30                   | 218                    | 19-04-2015 | Dennis Storm Floortje Dessing     | Oostkust Taiwan Dizin                                | Taiwan Iran                      |
|                      |                        | 17-02-2015 | Dennis Storm                      | 3 Op Reis Compilaties (2015): Oregon #1              | Verenigde Staten                 |
|                      |                        | 18-02-2015 | Dennis Storm                      | 3 Op Reis Compilaties (2015): Oregon #2              | Verenigde Staten                 |

## Seizoen 9
In het eerste seizoen zonder Floortje Dessing begint Geraldine Kemper haar reis in Peru. Ook reist ze met 3 op Reis Backpack-winnaar Tim naar Laos. Dennis volgt de route van de geboorteplaats van James Cook, tot aan de naar hem vernoemde Cookeilanden. Ook Evi en Chris zijn in dit seizoen te zien.
Seizoen 9 startte op 11 september 2015 en eindigde op 17 april 2016.
| Aflevering (Seizoen) | Aflevering (Programma) | Datum      | Presentatoren                 | Bestemming                                                   | Land                                 |
| -------------------- | ---------------------- | ---------- | ----------------------------- | ------------------------------------------------------------ | ------------------------------------ |
| 1                    | 219                    | 13-09-2015 | Dennis Storm Geraldine Kemper | Middlesbrough Lima                                           | Verenigd Koninkrijk Peru             |
| 2                    | 220                    | 20-09-2015 | Dennis Storm Chris Zegers     | Birmingham & Plymouth Turijn & Alba                          | Verenigd Koninkrijk Italië           |
| 3                    | 221                    | 27-09-2015 | Evi Hanssen Geraldine Kemper  | Oslo Nazcalijnen, Huacachina & Paracas                       | Noorwegen Peru                       |
| 4                    | 222                    | 04-10-2015 | Geraldine Kemper Dennis Storm | Cuzco Madeira                                                | Peru Portugal                        |
| 5                    | 223                    | 11-10-2015 | Evi Hanssen Dennis Storm      | Flåm, Bergen & Stavanger Quebec-stad                         | Noorwegen Canada                     |
| 6                    | 224                    | 18-10-2015 | Dennis Storm Chris Zegers     | Montreal & Sacacomie Oviedo & Castropol                      | Canada Spanje                        |
| 7                    | 225                    | 25-10-2015 | Geraldine Kemper Chris Zegers | Machu Picchu A Coruña, Pontevedra & Santiago de Compostella  | Peru Spanje                          |
| 8                    | 226                    | 01-11-2015 | Evi Hanssen Dennis Storm      | São Miguel Ottawa                                            | Portugal Canada                      |
| 9                    | 227                    | 08-11-2015 | Evi Hanssen Dennis Storm      | Faial Harare                                                 | Portugal Zimbabwe                    |
| 10                   | 228                    | 15-11-2015 | Dennis Storm Geraldine Kemper | Hwange & Victoriawatervallen Zagreb, Plitvice & Zadar        | Zimbabwe & Zambia Kroatië            |
| 11                   | 229                    | 22-11-2015 | Evi Hanssen Geraldine Kemper  | Martigny & Grote Sint-Bernhardpas Pag & Rab                  | Zwitserland Kroatië                  |
| 12                   | 230                    | 29-11-2015 | Chris Zegers Evi Hanssen      | Chihuahua-stad Lissabon                                      | Mexico Portugal                      |
| 13                   | 231                    | 06-12-2015 | Chris Zegers Dennis Storm     | Divisadero Barrancas Jakarta                                 | Mexico Indonesië                     |
| 14                   | 232                    | 13-12-2015 | Chris Zegers Dennis Storm     | El Puerte & La Paz Yogyakarta, Borobudur, Merapi & Prambanan | Mexico Indonesië                     |
| 15                   | 233                    | 03-01-2016 | Chris Zegers Geraldine Kemper | La Paz & Todos Santos Wenen                                  | Mexico Oostenrijk                    |
| 16                   | 234                    | 10-01-2016 | Dennis Storm Chris Zegers     | Melbourne Cabo San Lucas & San José del Cabo                 | Australië Mexico                     |
| 17                   | 235                    | 17-01-2016 | Dennis Storm Geraldine Kemper | Melbourne & Sydney Vientiane                                 | Australië Laos                       |
| 18                   | 236                    | 24-01-2016 | Dennis Storm Geraldine Kemper | Sydney Luang Prabang                                         | Australië Laos                       |
| 19                   | 237                    | 31-01-2016 | Chris Zegers Geraldine Kemper | Fukuoka, Nagasaki & Hashima Don Det                          | Japan Laos                           |
| 20                   | 238                    | 07-02-2016 | Dennis Storm Chris Zegers     | São Paulo Nagasaki                                           | Brazilië Japan                       |
| 21                   | 239                    | 14-02-2016 | Chris Zegers Dennis Storm     | Beppu Ilhabela                                               | Japan Brazilië                       |
| 22                   | 240                    | 21-02-2016 | Chris Zegers Dennis Storm     | Kyoto Ilha Grande                                            | Japan Brazilië                       |
| 23                   | 241                    | 28-02-2016 | Dennis Storm Geraldine Kemper | Rio de Janeiro Stockholm                                     | Brazilië Zweden                      |
| 24                   | 242                    | 06-03-2016 | Chris Zegers Evi Hanssen      | Tokyo Carcassonne                                            | Japan Frankrijk                      |
| 25                   | 243                    | 13-03-2016 | Dennis Storm Evi Hanssen      | Los Angeles Saint Tropez & Cannes                            | Verenigde Staten Frankrijk           |
| 26                   | 244                    | 20-03-2016 | Geraldine Kemper Dennis Storm | Stiermarken Honolulu                                         | Oostenrijk Verenigde Staten          |
| 27                   | 245                    | 27-03-2016 | Chris Zegers Geraldine Kemper | Schotse Hooglanden Marrakesh                                 | Verenigd Koninkrijk Marokko          |
| 28                   | 246                    | 03-04-2016 | Dennis Storm Geraldine Kemper | Honolulu & Pearl Harbor Essaouira                            | Verenigde Staten Marokko             |
| 29                   | 247                    | 10-04-2016 | Dennis Storm Chris Zegers     | Big Island Lewis & Harris                                    | Verenigde Staten Verenigd Koninkrijk |
| 30                   | 248                    | 17-04-2016 | Dennis Storm Geraldine Kemper | Big Island Berlijn                                           | Verenigde Staten Duitsland           |

## Seizoen 10
In seizoen 10 voegen zich nieuwe presentatoren bij het al bestaande team van Dennis, Geraldine, Chris en Evi namelijk Maurice Lede en Nienke de la Rive Box.
Seizoen 10 startte op 4 september 2016 en eindigde op 16 april 2017.
| Aflevering (seizoen) | Aflevering (programma) | Datum      | Presentatoren                          | Bestemming                                       | Land                                               |
| -------------------- | ---------------------- | ---------- | -------------------------------------- | ------------------------------------------------ | -------------------------------------------------- |
| 1                    | 249                    | 04-09-2016 | Dennis Storm Chris Zegers              | Masqat & Barka Kuala Lumpur                      | Oman Maleisië                                      |
| 2                    | 250                    | 11-09-2016 | Chris Zegers Evi Hanssen               | Kota Bharu & Perhentian Islands Nantes           | Maleisië Frankrijk                                 |
| 3                    | 251                    | 18-09-2016 | Dennis Storm Geraldine Kemper          | Nizwa Dinard, Mont Saint-Michel & St.-Malo       | Oman Frankrijk                                     |
| 4                    | 252                    | 25-09-2016 | Chris Zegers Evi Hanssen               | Kuching & Orang Ulu-dorp Brest                   | Maleisië Frankrijk                                 |
| 5                    | 253                    | 02-10-2016 | Maurice Lede Dennis Storm              | Guadeloupe Wadi Bani Khalid                      | Guadeloupe Oman                                    |
| 6                    | 254                    | 09-10-2016 | Chris Zegers Nienke de la Rive Box     | Nanga Sumpa Bled                                 | Maleisië Slovenië                                  |
| 7                    | 255                    | 16-10-2016 | Geraldine Kemper Maurice Lede          | Krakau Dominica                                  | Polen Dominica                                     |
| 8                    | 256                    | 23-10-2016 | Geraldine Kemper Maurice Lede          | Zakopane Saint Lucia & Saint Vincent             | Polen Saint Lucia & Saint Vincent en de Grenadines |
| 9                    | 257                    | 30-10-2016 | Evi Hanssen Maurice Lede               | Chersonissos & Grot van Melidoni Caraïbische Zee | Griekenland Grenada                                |
| 10                   | 258                    | 06-11-2016 | Nienke de la Rive Box Geraldine Kemper | Valencia Antananarivo & Antsirabe                | Spanje Madagaskar                                  |
| 11                   | 259                    | 13-11-2016 | Chris Zegers Geraldine Kemper          | Jerevan Ranomafana                               | Armenië Madagaskar                                 |
| 12                   | 260                    | 20-11-2016 | Evi Hanssen Chris Zegers               | West-Kreta Sevanmeer & Tatev                     | Griekenland Armenië                                |
| 13                   | 261                    | 27-11-2016 | Maurice Lede Geraldine Kemper          | Vaticaanstad Isalo National Park                 | Vaticaanstad Madagaskar                            |
| 14                   | 262                    | 04-12-2016 | Maurice Lede Evi Hanssen               | Umbrië Gavdos                                    | Italië Griekenland                                 |
| 15                   | 263                    | 11-12-2016 | Geraldine Kemper Maurice Lede          | Anekao San Marino                                | Madagaskar San Marino                              |
| 16                   | 264                    | 08-01-2017 | Evi Hanssen Geraldine Kemper           | Kopenhagen Grand Terre                           | Denemarken Nieuw-Caledonië                         |
| 17                   | 265                    | 15-01-2017 | Geraldine Kemper Chris Zegers          | Île des Pins Chicago                             | Nieuw-Caledonië Verenigde Staten                   |
| 18                   | 266                    | 22-01-2017 | Evi Hanssen Chris Zegers               | Møn & Jutland Denver                             | Denemarken Verenigde Staten                        |
| 19                   | 267                    | 29-01-2017 | Chris Zegers Evi Hanssen               | Colorado Park & Moab Aarhus                      | Verenigde Staten Denemarken                        |
| 20                   | 268                    | 05-02-2017 | Chris Zegers Nienke de la Rive Box     | Utah Kingston                                    | Verenigde Staten Jamaica                           |
| 21                   | 269                    | 12-02-2017 | Nienke de la Rive Box Geraldine Kemper | Blue Mountains Geraldine & Lake Tekapo           | Jamaica Nieuw-Zeeland                              |
| 22                   | 270                    | 19-02-2017 | Chris Zegers Nienke de la Rive Box     | Nevada Noordkust Jamaica                         | Verenigde Staten Jamaica                           |
| 23                   | 271                    | 26-02-2017 | Geraldine Kemper Chris Zegers          | München Oakland                                  | Duitsland Verenigde Staten                         |
| 24                   | 272                    | 05-03-2017 | Geraldine Kemper Chris Zegers          | Wanaka San José                                  | Nieuw-Zeeland Costa Rica                           |
| 25                   | 273                    | 12-03-2017 | Nienke de la Rive Box Geraldine Kemper | Ljubljana Mount Aspiring & Queenstown            | Slovenië Nieuw-Zeeland                             |
| 26                   | 274                    | 19-03-2017 | Maurice Lede Chris Zegers              | Kampala Guanacaste & Isla Venado                 | Oeganda Costa Rica                                 |
| 27                   | 275                    | 26-03-2017 | Maurice Lede Chris Zegers              | Lake Mburo & Lake Bunyonyi Nicoya                | Oeganda Costa Rica                                 |
| 28                   | 276                    | 02-04-2017 | Maurice Lede Geraldine Kemper          | Queen Elisabeth NP Frankfurt                     | Oeganda Duitsland                                  |
| 29                   | 277                    | 09-04-2017 | Maurice Lede Chris Zegers              | Kibale Forest Karaganda & Karkaralinsk           | Oeganda Kazachstan                                 |
| 30                   | 278                    | 16-04-2017 | Chris Zegers Nienke de la Rive Box     | Astana Sevilla                                   | Kazachstan Spanje                                  |
|                      |                        | 23-04-2017 | Chris Zegers                           | Compilatie seizoen 9: Chris in Japan #1          | Japan                                              |
|                      |                        | 30-04-2017 | Chris Zegers                           | Compilatie seizoen 9: Chris in Japan #2          | Japan                                              |
|                      |                        | 07-05-2017 | Chris Zegers                           | Compilatis seizoen 9: Chris in Japan #3          | Japan                                              |
|                      |                        | 21-05-2017 | Geraldine Kemper                       | Compilatie seizoen 10: Madagaskar #1             | Madagaskar                                         |
|                      |                        | 28-05-2017 | Geraldine Kemper                       | Compilatie seizoen 10: Madagaskar #2             | Madagaskar                                         |
|                      |                        | 04-06-2017 | Evi Hanssen                            | Compilatie seizoen 10: Evi in Frankrijk          | Frankrijk                                          |
|                      |                        | 11-06-2017 | Chris Zegers                           | Compilatie seizoen 10: Chris in de USA #1        | Verenigde Staten                                   |
|                      |                        | 25-06-2017 | Chris Zegers                           | Compilatie seizoen 10: Chris in de USA #2        | Verenigde Staten                                   |

## Seizoen 11
Seizoen 11 startte op 27 augustus 2017 en eindigde op 24 juni 2018.
| Aflevering (seizoen) | Aflevering (programma) | Datum      | Presentatoren                          | Bestemming                                       | Land                                   |
| -------------------- | ---------------------- | ---------- | -------------------------------------- | ------------------------------------------------ | -------------------------------------- |
| 1                    | 279                    | 27-08-2017 | Geraldine Kemper Maurice Lede          | Antigua & Lago de Atitlán Shanghai               | Guatemala China                        |
| 2                    | 280                    | 03-09-2017 | Maurice Lede Chris Zegers              | Qufu & Mount Tai Glengarriff                     | China Ierland                          |
| 3                    | 281                    | 10-09-2017 | Geraldine Kemper Maurice Lede          | San Pedro & Xela Qikou & Lijiashan               | Guatemala China                        |
| 4                    | 282                    | 17-09-2017 | Chris Zegers Geraldine Kemper          | Westkust Ierland Tikal                           | Ierland Guatemala                      |
| 5                    | 283                    | 24-09-2017 | Nienke de la Rive Box Chris Zegers     | Kangerlussuaq Noordwest Ierland                  | Groenland Ierland                      |
| 6                    | 284                    | 01-10-2017 | Geraldine Kemper Nienke de la Rive Box | Caye Caulker & The Great Blue Hole Nuuk          | Belize Groenland                       |
| 7                    | 285                    | 08-10-2017 | Evi Hanssen Nienke de la Rive Box      | Brno & Zuid-Moravie Aasiaat                      | Tsjechië Groenland                     |
| 8                    | 286                    | 15-10-2017 | Nienke de la Rive Box Evi Hanssen      | Ilulissat Zuid-Bohemen                           | Groenland Tsjechië                     |
| 9                    | 287                    | 22-10-2017 | Maurice Lede Nienke de la Rive Box     | Ordos & de Chinese Muur La Rioja                 | China Spanje                           |
| 10                   | 288                    | 29-10-2017 | Maurice Lede Chris Zegers              | Beijing Calabrië & Stromboli                     | China Italië                           |
| 11                   | 289                    | 05-11-2017 | Geraldine Kemper Maurice Lede          | Sarajevo Trans-Mongolische spoorlijn             | Bosnië en Herzegovina China & Mongolië |
| 12                   | 290                    | 12-11-2017 | Chris Zegers Evi Hanssen               | Basilicata Edmonton & Alberta                    | Italië Canada                          |
| 13                   | 291                    | 19-11-2017 | Geraldine Kemper Chris Zegers          | Mostar & Dinarische Alpen Puglia                 | Bosnië en Herzegovina Italië           |
| 14                   | 292                    | 26-11-2017 | Evi Hanssen Geraldine Kemper           | Canadese Rocky Mountains & Banff Zuid-Montenegro | Canada Montenegro                      |
| 15                   | 293                    | 03-12-2017 | Evi Hanssen Geraldine Kemper           | Vancouver Pristina & Prizren                     | Canada Kosovo                          |
| 16                   | 294                    | 10-12-2017 | Geraldine Kemper Maurice Lede          | Noord-Albanië Ulaanbaatar                        | Albanië Mongolië                       |
| 17                   | 295                    | 17-12-2017 | Maurice Lede Evi Hanssen               | Khatgal Vancouver Island                         | Mongolië Canada                        |
| 18                   | 296                    | 14-01-2018 | Nienke de la Rive Box Maurice Lede     | Zanzibar White Lake & Tsetserleg                 | Tanzania Mongolië                      |
| 19                   | 297                    | 21-01-2018 | Maurice Lede Nienke de la Rive Box     | Kharkhorin Moshi                                 | Mongolië Tanzania                      |
| 20                   | 298                    | 28-01-2018 | Geraldine Kemper Maurice Lede          | Atlanta Nationaal Park Hustain Nuruu             | Verenigde Staten Mongolië              |
| 21                   | 299                    | 04-02-2018 | Nienke de la Rive Box Geraldine Kemper | Nationaal Park Lake Manyara Athens               | Tanzania Verenigde Staten              |
| 22                   | 300                    | 11-02-2018 | Evi Hanssen Nienke de la Rive Box      | Tel Aviv & Jeruzalem Serengeti                   | Israël Tanzania                        |
| 23                   | 301                    | 18-02-2018 | Maurice Lede Geraldine Kemper          | Irkoetsk & Olchon Charleston                     | Rusland Verenigde Staten               |
| 24                   | 302                    | 25-02-2018 | Evi Hanssen Maurice Lede               | Bethlehem & Palestina Olchon                     | Israël & Palestina Rusland             |
| 25                   | 303                    | 04-03-2018 | Geraldine Kemper Maurice Lede          | Beaufort & Savannah Novosibirsk                  | Verenigde Staten Rusland               |
| 26                   | 304                    | 11-03-2018 | Chris Zegers Evi Hanssen               | Corsica Makhtesh Ramon                           | Frankrijk Israël                       |
| 27                   | 305                    | 18-03-2018 | Maurice Lede Nienke de la Rive Box     | Novosibirsk & Jekaterinenburg Val Thorens        | Rusland Frankrijk                      |
| 28                   | 306                    | 25-03-2018 | Chris Zegers Maurice Lede              | Sardinië Kazan                                   | Italië Rusland                         |
| 29                   | 307                    | 01-04-2018 | Chris Zegers Geraldine Kemper          | Phnom Penh Kerala                                | Cambodja India                         |
| 30                   | 308                    | 08-04-2018 | Maurice Lede Geraldine Kemper          | Moskou West-Ghats                                | Rusland India                          |
| 31                   | 309                    | 15-04-2018 | Maurice Lede Chris Zegers              | Moskou & Vladimir Kampot & Koh Rong              | Rusland Cambodja                       |
| 32                   | 310                    | 22-04-2018 | Maurice Lede Chris Zegers              | Soezdal & Sint-Petersburg Tonlé Sapmeer          | Rusland Cambodja                       |
| 33                   | 311                    | 29-04-2018 | Chris Zegers Maurice Lede              | Siem Reap Sint-Petersburg                        | Cambodja Rusland                       |
| 34                   | 312                    | 06-05-2018 | Maurice Lede Geraldine Kemper          | Moermansk Madurai                                | Rusland India                          |
| 35                   | 313                    | 13-05-2018 | Geraldine Kemper Maurice Lede          | Panaji Kirkenes & Inari                          | India Noorwegen & Finland              |
| 36                   | 314                    | 20-05-2018 | Nienke de la Rive Box Geraldine Kemper | Madrid Mumbai                                    | Spanje India                           |
| 37                   | 315                    | 27-05-2018 | Chris Zegers Geraldine Kemper          | Peninsula Valdés Mumbai                          | Argentinië India                       |
| 38                   | 316                    | 03-06-2018 | Maurice Lede Chris Zegers              | Kiruna San Carlos de Bariloche                   | Zweden Argentinië                      |
| 39                   | 317                    | 10-06-2018 | Maurice Lede Chris Zegers              | Malmö San Carlos de Bariloche                    | Zweden Argentinië                      |
| 40                   | 318                    | 24-06-2018 | Maurice Lede Chris Zegers              | Hamburg Nationaal park Los Glaciares             | Duitsland Argentinië                   |

## Seizoen 12
Seizoen 12 startte op 16 september 2018 en eindigde op 7 juli 2019.
| Aflevering (seizoen) | Aflevering (programma) | Datum      | Presentatoren                          | Bestemming                              | Land                   |
| -------------------- | ---------------------- | ---------- | -------------------------------------- | --------------------------------------- | ---------------------- |
| 1                    | 319                    | 16-09-2018 | Chris Zegers Evi Hanssen               | Moremi Zaragoza                         | Botswana Spanje        |
| 2                    | 320                    | 23-09-2018 | Maurice Lede Chris Zegers              | Arequipa Okavangodelta                  | Peru Botswana          |
| 3                    | 321                    | 30-09-2018 | Geraldine Kemper Evi Hanssen           | Bangkok Spaanse Pyreneeën & Aragón      | Thailand Spanje        |
| 4                    | 322                    | 07-10-2018 | Chris Zegers Nienke de la Rive Box     | Kalahari Durness                        | Botswana Schotland     |
| 5                    | 323                    | 14-10-2018 | Maurice Lede Chris Zegers              | Titicacameer Makgadikgadi National Park | Peru Botswana          |
| 6                    | 324                    | 21-10-2018 | Geraldine Kemper Nienke de la Rive Box | Isaan Orkneyeilanden                    | Thailand Schotland     |
| 7                    | 325                    | 28-10-2018 | Maurice Lede Geraldine Kemper          | Puerto Maldonado Khao Sok               | Peru Thailand          |
| 8                    | 326                    | 04-11-2018 | Geraldine Kemper Chris Zegers          | Koh Yao Noi Nxai Pan National Park      | Thailand Botswana      |
| 9                    | 327                    | 11-11-2018 | Geraldine Kemper Nienke de la Rive Box | Mexico-Stad Schotse Hooglanden          | Mexico Schotland       |
| 10                   | 328                    | 18-11-2018 | Chris Zegers Nienke de la Rive Box     | Bakoe & Lahıc Isle of Skye              | Azerbeidzjan Schotland |
| 11                   | 329                    | 25-11-2018 | Chris Zegers Maurice Lede              | Tbilisi Manaus                          | Georgië Brazilië       |
| 12                   | 330                    | 02-12-2018 | Nienke de la Rive Box Geraldine Kemper | Lyon Cholula                            | Frankrijk Mexico       |
| 13                   | 331                    | 09-12-2018 | Geraldine Kemper Chris Zegers          | Oaxaca Oesjgoeli                        | Mexico Georgië         |
| 14                   | 332                    | 16-12-2018 | Geraldine Kemper Chris Zegers          | Oaxaca Batoemi                          | Mexico Georgië         |
| 15                   | 333                    | 23-12-2018 | Chris Zegers Maurice Lede              | Trabzon Amazone                         | Turkije Brazilië       |
| 16                   | 334                    | 06-01-2019 | Maurice Lede Geraldine Kemper          | Parintins Puerto Escondido              | Brazilië Mexico        |
| 17                   | 335                    | 13-01-2019 | Evi Hanssen Geraldine Kemper           | Casablanca Puerto Escondido             | Marokko Mexico         |
| 18                   | 336                    | 20-01-2019 | Evi Hanssen Chris Zegers               | Dades Vallei Safranbolu                 | Marokko Turkije        |
| 19                   | 337                    | 27-01-2019 | Chris Zegers Maurice Lede              | Istanboel Cerrado                       | Turkije Brazilië       |
| 20                   | 338                    | 03-02-2019 | Nienke de la Rive Box Maurice Lede     | Catania Pantanal                        | Italië Brazilië        |
| 21                   | 339                    | 10-02-2019 | Evi Hanssen Maurice Lede               | Sahara Pantanal                         | Marokko Brazilië       |
| 22                   | 340                    | 17-02-2019 | Nienke de la Rive Box Geraldine Kemper | Palermo Kathmandu                       | Italië Nepal           |
| 23                   | 341                    | 24-02-2019 | Chris Zegers Nienke de la Rive Box     | Cotswolds Piazza Armerina               | Engeland Italië        |
| 24                   | 342                    | 03-03-2019 | Chris Zegers Maurice Lede              | Bristol Brasilia                        | Engeland Brazilië      |
| 25                   | 343                    | 10-03-2019 | Geraldine Kemper Maurice Lede          | Jomsom São Paulo                        | Nepal Brazilië         |
| 26                   | 344                    | 17-03-2019 | Nienke de la Rive Box Maurice Lede     | Banjul Atlantisch regenwoud             | Gambia Brazilië        |
| 27                   | 345                    | 31-03-2019 | Geraldine Kemper Chris Zegers          | Mustang Poole                           | Nepal Engeland         |
| 28                   | 346                    | 07-04-2019 | Geraldine Kemper Evi Hanssen           | Pokhara San Sebastián                   | Nepal Spanje           |
| 29                   | 347                    | 21-04-2019 | Maurice Lede Geraldine Kemper          | Paraty Chitwan National Park            | Brazilië Nepal         |
| 30                   | 348                    | 28-04-2019 | Nienke de la Rive Box Geraldine Kemper | Janjanbureh Bern                        | Gambia Zwitserland     |
| 31                   | 349                    | 05-05-2019 | Maurice Lede Nienke de la Rive Box     | Athene Sine-Saloumdelta                 | Griekenland Senegal    |
| 32                   | 350                    | 12-05-2019 | Nienke de la Rive Box Maurice Lede     | Dakar Meteora                           | Senegal Griekenland    |
| 33                   | 351                    | 19-05-2019 | Geraldine Kemper Nienke de la Rive Box | Jungfrau Adelaide                       | Zwitserland Australië  |
| 34                   | 352                    | 26-05-2019 | Chris Zegers Maurice Lede              | Guernsey & Sark Gran Canaria            | Guernsey Spanje        |
| 35                   | 353                    | 02-06-2019 | Maurice Lede Geraldine Kemper          | Gran Canaria & Tenerife Taipei          | Spanje Taiwan          |
| 36                   | 354                    | 09-06-2019 | Nienke de la Rive Box Geraldine Kemper | Kangaroo Island Lofoten                 | Australië Noorwegen    |
| 37                   | 355                    | 16-06-2019 | Maurice Lede Nienke de la Rive Box     | Tenerife Grampians                      | Spanje Australië       |
| 38                   | 356                    | 23-06-2019 | Nienke de la Rive Box Maurice Lede     | Great Ocean Road La Gomera              | Australië Spanje       |
| 39                   | 357                    | 30-06-2019 | Nienke de la Rive Box Geraldine Kemper | Tasmanië Lofoten                        | Australië Noorwegen    |
| 40                   | 358                    | 07-07-2019 | Nienke de la Rive Box Geraldine Kemper | Tasmanië Lofoten                        | Australië Noorwegen    |
|                      |                        | 14-07-2019 | Maurice Lede                           | Interoceanic Highway - Deel 1 (hh)      | Peru & Brazilië        |
|                      |                        | 21-07-2019 | Maurice Lede                           | Interoceanic Highway - Deel 2 (hh)      | Peru & Brazilië        |
|                      |                        | 28-07-2019 | Geraldine Kemper                       | Mexico Roadtrip - Deel 1 (hh)           | Mexico                 |
|                      |                        | 04-08-2019 | Geraldine Kemper                       | Mexico Roadtrip - Deel 2 (hh)           | Mexico                 |
|                      |                        | 18-08-2019 | Chris Zegers                           | Botswana Rooadtrip (hh)                 | Botswana               |

## Seizoen 13
Seizoen 13 begon op 25 augustus 2019 en liep tot 19 april 2020. Dit is het laatste seizoen van Geraldine Kemper. Aan het presentatieteam is Jennifer Hoffman toegevoegd.
| Aflevering (seizoen) | Aflevering (programma) | Datum      | Presentatoren                                       | Bestemming                                                                                       | Land                                                |
| -------------------- | ---------------------- | ---------- | --------------------------------------------------- | ------------------------------------------------------------------------------------------------ | --------------------------------------------------- |
| 1                    | 359                    | 25-08-2019 | Geraldine Kemper Maurice Lede Nienke de la Rive Box | Graz Drenthe Soweto                                                                              | Oostenrijk Nederland Zuid-Afrika                    |
| 2                    | 360                    | 01-09-2019 | Geraldine Kemper Evi Hanssen Chris Zegers           | Bratislava Baie de Somme Beiroet                                                                 | Slowakije Frankrijk Libanon                         |
| 3                    | 361                    | 08-09-2019 | Evi Hanssen Maurice Lede Chris Zegers               | Toulouse Groningen Lebanon Mountain Trail                                                        | Frankrijk Nederland Libanon                         |
| 4                    | 362                    | 15-09-2019 | Geraldine Kemper Chris Zegers Nienke de la Rive Box | Tatra Oostende Johannesburg                                                                      | Slowakije België Zuid-Afrika                        |
| 5                    | 363                    | 22-09-2019 | Maurice Lede Geraldine Kemper Nienke de la Rive Box | Hpa-an Yerseke Ventersburg                                                                       | Myanmar Nederland Zuid-Afrika                       |
| 6                    | 364                    | 13-10-2019 | Nienke de la Rive Box Evi Hanssen Geraldine Kemper  | Lesotho Amiens Košice                                                                            | Lesotho Frankrijk Slowakije                         |
| 7                    | 365                    | 20-10-2019 | Evi Hanssen Chris Zegers Nienke de la Rive Box      | Languedoc Kemzeke Lesotho                                                                        | Frankrijk België Lesotho                            |
| 8                    | 366                    | 27-10-2019 | Nienke de la Rive Box Maurice Lede Evi Hanssen      | Tasjkent Vlieland Languedoc                                                                      | Oezbekistan Nederland Frankrijk                     |
| 9                    | 367                    | 03-11-2019 | Geraldine Kemper Nienke de la Rive Box Maurice Lede | Lviv Maastricht Bagan                                                                            | Oekraïne Nederland Myanmar                          |
| 10                   | 368                    | 10-11-2019 | Nienke de la Rive Box Geraldine Kemper Chris Zegers | Nuratau Gent New Mexico                                                                          | Oezbekistan België Verenigde Staten                 |
| 11                   | 369                    | 17-11-2019 | Nienke de la Rive Box Evi Hanssen Chris Zegers      | Aydarkulmeer Duinkerke Taos                                                                      | Oezbekistan Frankrijk Verenigde Staten              |
| 12                   | 370                    | 24-11-2019 | Geraldine Kemper Chris Zegers Maurice Lede          | Karpaten Harz Chin Staat                                                                         | Oekraïne Duitsland Myanmar                          |
| 13                   | 371                    | 01-12-2019 | Evi Hanssen Maurice Lede Nienke de la Rive Box      | Cantal Spa Aralmeer                                                                              | Frankrijk België Oezbekistan                        |
| 14                   | 372                    | 08-12-2019 | Geraldine Kemper Evi Hanssen Maurice Lede           | Lódz London Mandalay                                                                             | Polen Engeland Myanmar                              |
| 15                   | 373                    | 15-12-2019 | Geraldine Kemper Nienke de la Rive Box Maurice Lede | Szczecin Les Tailles Yangon                                                                      | Polen België Myanmar                                |
| 16                   | 374                    | 22-12-2019 | Geraldine Kemper Maurice Lede Chris Zegers          | Rügen Chambley-Bussières Navajo Nation                                                           | Duitsland Frankrijk Verenigde Staten                |
| 17                   | 375                    | 05-01-2020 | Maurice Lede Nienke de la Rive Box Chris Zegers     | Karelië Grevelingenmeer Chloride & Pine                                                          | Finland Nederland Verenigde Staten                  |
| 18                   | 376                    | 12-01-2020 | Chris Zegers Evi Hanssen Geraldine Kemper           | Phoenix London Lübeck                                                                            | Verenigde Staten Engeland Duitsland                 |
| 19                   | 377                    | 19-01-2020 | Maurice Lede Nienke de la Rive Box Geraldine Kemper | Finse Merenvlakte Ruhrgebied Kaohsiung                                                           | Finland Duitsland Taiwan                            |
| 20                   | 378                    | 26-01-2020 | Nienke de la Rive Box Geraldine Kemper Maurice Lede | Thimphu Eindhoven Helsinki                                                                       | Bhutan Nederland Finland                            |
| 21                   | 379                    | 02-02-2020 | Maurice Lede Nienke de la Rive Box Geraldine Kemper | Mathildedal Keulen Dulan                                                                         | Finland Duitsland Taiwan                            |
| 22                   | 380                    | 09-02-2020 | Nienke de la Rive Box Evi Hanssen Geraldine Kemper  | Thimphu Brussel Cilamitay                                                                        | Bhutan België Taiwan                                |
| 23                   | 381                    | 16-02-2020 | Chris Zegers Geraldine Kemper Nienke de la Rive Box | Bogota Rotterdam Punakha                                                                         | Colombia Nederland Bhutan                           |
| 24                   | 382                    | 23-02-2020 | Chris Zegers Geraldine Kemper Jennifer Hoffman      | Villavicencio Doel Porto                                                                         | Colombia België Portugal                            |
| 25                   | 383                    | 01-03-2020 | Maurice Lede Chris Zegers Nienke de la Rive Box     | Puerto Varas Harz Phobjikhavallei                                                                | Chili Duitsland Bhutan                              |
| 26                   | 384                    | 08-03-2020 | Chris Zegers Maurice Lede Nienke de la Rive Box     | Mesetas Mechelen Paro                                                                            | Colombia België Bhutan                              |
| 27                   | 385                    | 15-03-2020 | Nienke de la Rive Box Maurice Lede Chris Zegers     | Lago di Molveno Luxemburg Mesetas                                                                | Italië Luxemburg Colombia                           |
| 28                   | 386                    | 22-03-2020 | Nienke de la Rive Box Chris Zegers Maurice Lede     | Isola della Scala Kassel Chaitén                                                                 | Italië Duitsland Chili                              |
| 29                   | 387                    | 29-03-2020 | Maurice Lede Evi Hanssen Chris Zegers               | Nationaal park Cerro Castillo Lens Caño Cristales                                                | Chili Frankrijk Colombia                            |
| 30                   | 388                    | 05-04-2020 | Maurice Lede Chris Zegers Jennifer Hoffman          | Nationaal park Cerro Castillo Hannover Nazaré                                                    | Chili Duitsland Portugal                            |
| 31                   | 389                    | 12-04-2020 | Maurice Lede Nienke de la Rive Box Chris Zegers     | Marble Caves Biesbosch La Macarena                                                               | Chili Nederland Colombia                            |
| 32                   | 390                    | 19-04-2020 | Maurice Lede Evi Hanssen Jennifer Hoffman           | San Rafael-gletsjer Hackney (Londen) Golegã                                                      | Chili Verenigd Koninkrijk Portugal                  |
|                      |                        | 26-04-2020 | Floortje Dessing                                    | Samenvatting poolcirkelreis seizoen 3 - deel 1                                                   | Noorwegen IJsland Groenland Canada Verenigde Staten |
|                      |                        | 03-05-2020 | Floortje Dessing                                    | Samenvatting poolcirkelreis seizoen 3 - deel 2                                                   | Verenigde Staten Rusland Noorwegen                  |
|                      |                        | 10-05-2020 | Dennis Storm                                        | Herhaling Burning Man festival in de Black Rock Desert seizoen 3                                 | Verenigde Staten                                    |
|                      |                        | 17-05-2020 | Chris Zegers                                        | Compilatie Chris in Japan seizoen 9 - deel 1                                                     | Japan                                               |
|                      |                        | 24-05-2020 | Chris Zegers                                        | Compilatie Chris in Japan seizoen 9 - deel 2                                                     | Japan                                               |
|                      |                        | 31-05-2020 | Evi Hanssen                                         | Compilatie Azoren-reis seizoen 9                                                                 | Portugal                                            |
|                      |                        | 07-06-2020 | Dennis Storm                                        | Compilatie EU-reis seizoen 6 deel 1: Gent, Ardennen, Luxemburg, Rijsel                           | België Luxemburg Frankrijk                          |
|                      |                        | 14-06-2020 | Dennis Storm                                        | Compilatie EU-reis seizoen 6 deel 2: Sofia, Boekarest, Ljubljana, San Daniele del Friuli, Thal   | Bulgarije Roemenië Slovenië Italië Oostenrijk       |
|                      |                        | 21-06-2020 | Maurice Lede                                        | Compilatie Oeganda-reis seizoen 10 deel 1: Kampala, Lake Mburo & Lake Bunyonyi                   | Oeganda                                             |
|                      |                        | 28-06-2020 | Maurice Lede                                        | Compilatie Oeganda-reis seizoen 10 deel 2: Queen Elisabeth NP & Kibale Forest                    | Oeganda                                             |
|                      |                        | 05-07-2020 | Floortje Dessing                                    | Compilatie Pitcairn-reis seizoen 4                                                               | Pitcairneilanden                                    |
|                      |                        | 12-07-2020 | Geraldine Kemper                                    | Compilatie Madagaskar-reis seizoen 10 deel 1: Antananarivo, Antsirabe & Toliara                  | Madagaskar                                          |
|                      |                        | 19-07-2020 | Geraldine Kemper                                    | Compilatie Madagaskar-reis seizoen 10 deel 2: Antananarivo & Antsirabe & Toliara                 | Madagaskar                                          |
|                      |                        | 26-07-2020 | Nienke de la Rive Box                               | Compilatie Australië-reis seizoen 12 deel 1: Kangaroo Island & Grampians                         | Australië                                           |
|                      |                        | 02-08-2020 | Nienke de la Rive Box                               | Compilatie Australië-reis seizoen 12 deel 2: Great Ocean Road & Tasmanië                         | Australië                                           |
|                      |                        | 09-08-2020 | Floortje Dessing                                    | Compilatie van Amsterdam naar Dutch Harbour-reis seizoen 7 deel 1: Atlantische Oceaan & New York | - & Verenigde Staten                                |
|                      |                        | 16-08-2020 | Floortje Dessing                                    | Compilatie van Amsterdam naar Dutch Harbour-reis seizoen 7 deel 2: Detroit & Lake Michigan       | Verenigde Staten                                    |

## Seizoen 14
Seizoen 14 begon op 30 augustus 2020 met het presentatieteam Chris Zegers, Maurice Lede, Nienke de la Rive Box en Jennifer Hoffman. In dit seizoen beginnen de presentatoren met 4 roadtrips in 4 windrichtingen Europa in te trekken. Een seizoen waar verantwoord en bewust reizen belangrijker is dan ooit tevoren. 
| Aflevering (seizoen) | Aflevering (programma) | Datum      | Presentatoren                 | Bestemming                             | Land      |
| -------------------- | ---------------------- | ---------- | ----------------------------- | -------------------------------------- | --------- |
| 1                    | 391                    | 30-08-2020 | Chris Zegers Jennifer Hoffman | Sallandse Heuvelrug & Zwolle Amsterdam | Nederland |

## Seizoen 15
Seizoen 15 begon op 5 september 2021 met het presentatieteam Chris Zegers, Maurice Lede, Nienke de la Rive Box, Jennifer Hoffman en Dzifa Kusenuh. 
| Aflevering (seizoen) | Aflevering (programma) | Datum      | Presentatoren                          | Bestemming                                                              | Land                                      |
| -------------------- | ---------------------- | ---------- | -------------------------------------- | ----------------------------------------------------------------------- | ----------------------------------------- |
| S15E01               |                        | 05-09-2021 | Chris Zegers Nienke de la Rive Box     | Venetië Amsterdam                                                       | Italië Nederland                          |
| S15E02               |                        | 12-09-2021 | Chris Zegers Dzifa Kusenuh             | Istrië Bordeaux                                                         | Kroatië Frankrijk                         |
| S15E03               |                        | 19-09-2021 | Dzifa Kusenuh Maurice Lede             | Landes de Gascogne Noord-Brabant                                        | Frankrijk Nederland                       |
| S15E04               |                        | 26-09-2021 | Maurice Lede Nienke de la Rive Box     | Achterhoek Boedapest & Bedepuszta                                       | Nederland Hongarije                       |
| S15E05               |                        | 03-10-2021 | Dzifa Kusenuh Chris Zegers             | Hossegor & Moliets-et-Maâ Plitvice, Bosanska Krupa & Nationaal park Una | Frankrijk Kroatië & Bosnië en Herzegovina |
| S15E06               |                        | 10-10-2021 | Dzifa Kusenuh Maurice Lede             | Bayonne Seyðisfjörður                                                   | Frankrijk IJsland                         |
| S15E07               |                        | 17-10-2021 | Nienke de la Rive Box Maurice Lede     | Krisna-Völgy Askja Highlands                                            | Hongarije IJsland                         |
| S15E08               |                        | 24-10-2021 | Chris Zegers Jennifer Hoffman          | Lukomir Talasnal                                                        | Bosnië en Herzegovina Portugal            |
| S15E09               |                        | 31-10-2021 | Nienke de la Rive Box Maurice Lede     | Belgrado Vatnajökull                                                    | Servië IJsland                            |
| S15E10               |                        | 07-11-2021 | Jennifer Hoffman Maurice Lede          | Benfeita Mývatn                                                         | Portugal IJsland                          |
| S15E11               |                        | 14-11-2021 | Nienke de la Rive Box Dzifa Kusenuh    | Sliven Bilbao                                                           | Bulgarije Spanje                          |
| S15E12               |                        | 21-11-2021 | Maurice Lede Dzifa Kusenuh             | Arctic Coast Way Picos de Europa                                        | IJsland Spanje                            |
| S15E13               |                        | 28-11-2021 | Nienke de la Rive Box Maurice Lede     | Istanboel Húsavik                                                       | Turkije IJsland                           |
| S15E14               |                        | 19-12-2021 | Chris Zegers                           | Nederlandse bossen                                                      | Nederland                                 |
| S15E15               |                        | 09-01-2022 | Dzifa Kusenuh Nienke de la Rive Box    | A Coruña Lycische Weg                                                   | Spanje Turkije                            |
| S15E16               |                        | 16-01-2022 | Chris Zegers Jennifer Hoffman          | Skopje Ponta do Sol                                                     | Noord-Macedonië Portugal                  |
| S15E17               |                        | 23-01-2022 | Nienke de la Rive Box Dzifa Kusenuh    | Lycische Weg Santiago de Compostella                                    | Turkije Spanje                            |
| S15E18               |                        | 30-01-2022 | Nienke de la Rive Box Jennifer Hoffman | Cappadocië Zuidkust Madeira                                             | Turkije Portugal                          |
| S15E19               |                        | 06-02-2022 | Chris Zegers Maurice Lede              | Prespameer Guanajuato                                                   | Noord-Macedonië Mexico                    |
| S15E20               |                        | 13-02-2022 | Nienke de la Rive Box Dzifa Kusenuh    | Cappadocië Cíes-eilanden                                                | Turkije Spanje                            |
| S15E21               |                        | 20-02-2022 | Chris Zegers Maurice Lede              | Thessaloniki Bernal                                                     | Griekenland Mexico                        |
| S15E22               |                        | 27-02-2022 | Maurice Lede Jennifer Hoffman          | Sierra Gorda Umm Qais                                                   | Mexico Jordanië                           |
| S15E23               |                        | 06-03-2022 | Jennifer Hoffman Nienke de la Rive Box | As-Salt Hasankeyf                                                       | Jordanië Turkije                          |
| S15E24               |                        | 13-03-2022 | Nienke de la Rive Box Maurice Lede     | Dogubeyazit Sierra Gorda                                                | Turkije Mexico                            |
| S15E25               |                        | 20-03-2022 | Jennifer Hoffman Maurice Lede          | Wadi Numera Michoacán de Ocampo                                         | Jordanië Mexico                           |
| S15E26               |                        | 27-03-2022 | Chris Zegers Nienke de la Rive Box     | Dalarna Berg Ararat                                                     | Zweden Turkije                            |

## Seizoen 16
Seizoen 16 begon op 28 augustus 2022 met het presentatieteam Chris Zegers, Jennifer Hoffman, Nienke de la Rive Box, Dzifa Kusenuh en Jurre Geluk. In afleveringen 14, 15, 16, 20, 22, 23 en 27 onderneemt gastpresentator Freddy Tratlehner een culinaire reis door Italië. 
| Aflevering (seizoen) | Aflevering (programma) | Datum      | Presentatoren                           | Bestemming                        | Land                           |
| -------------------- | ---------------------- | ---------- | --------------------------------------- | --------------------------------- | ------------------------------ |
| S16E01               |                        | 28-08-2022 | Jurre Geluk Nienke de la Rive Box       | Ioánnina New Delhi                | Griekenland India              |
| S16E02               |                        | 04-09-2022 | Dzifa Kusenuh Chris Zegers              | Accra Bugøynes                    | Ghana Noorwegen                |
| S16E03               |                        | 11-09-2022 | Jurre Geluk Nienke de la Rive Box       | Tzoumerka New Delhi               | Griekenland India              |
| S16E04               |                        | 18-09-2022 | Dzifa Kusenuh Jennifer Hoffman          | Ghana Fort William                | Ghana Verenigd Koninkrijk      |
| S16E05               |                        | 25-09-2022 | Chris Zegers Jurre Geluk                | Karasjok Lefkada                  | Noorwegen Griekenland          |
| S16E06               |                        | 02-10-2022 | Dzifa Kusenuh Jennifer Hoffman          | Somanya Ben Nevis                 | Ghana Verenigd Koninkrijk      |
| S16E07               |                        | 09-10-2022 | Jurre Geluk Nienke de la Rive Box       | Kefalonia Agra                    | Griekenland India              |
| S16E08               |                        | 16-10-2022 | Nienke de la Rive Box Jennifer Hoffman  | Agra West Highland Way            | India Verenigd Koninkrijk      |
| S16E09               |                        | 23-10-2022 | Dzifa Kusenuh Nienke de la Rive Box     | Keta Varanasi                     | Ghana India                    |
| S16E10               |                        | 30-10-2022 | Dzifa Kusenuh Chris Zegers              | Sao Tomé en Principe Karasjok     | Sao Tomé en Principe Noorwegen |
| S16E11               |                        | 06-11-2022 | Chris Zegers Nienke de la Rive Box      | Vardø Varanasi                    | Noorwegen India                |
| S16E12               |                        | 13-11-2022 | Dzifa Kusenuh Nienke de la Rive Box     | Sao Tomé en Principe Sikkim       | Sao Tomé en Principe India     |
| S16E13               |                        | 20-11-2022 | Chris Zegers Nienke de la Rive Box      | Hornøya Darjeeling                | Noorwegen India                |
| S16E14               |                        | 22-01-2023 | Dzifa Kusenuh Freddy Tratlehner         | Santa Cruz Napels                 | Bolivia Italië                 |
| S16E15               |                        | 29-01-2023 | Freddy Tratlehner Nienke de la Rive Box | Lagonegro Sikkim                  | Italië India                   |
| S16E16               |                        | 05-02-2023 | Dzifa Kusenuh Chris Zegers              | Chochís Meradalir vulkaan         | Bolivia IJsland                |
| S16E17               |                        | 12-02-2023 | Freddy Tratlehner Nienke de la Rive Box | Basilicata Sikkim                 | Italië India                   |
| S16E18               |                        | 19-02-2023 | Jennifer Hoffman Dzifa Kusenuh          | Timișoara Puerto Suárez           | Roemenië Paraguay              |
| S16E19               |                        | 26-02-2023 | Jennifer Hoffman Chris Zegers           | Zuidelijke Karpaten IJsland       | Roemenië IJsland               |
| S16E20               |                        | 05-03-2023 | Freddy Tratlehner Chris Zegers          | Calabrië Kalk Bay                 | Italië Zuid-Afrika             |
| S16E21               |                        | 12-03-2023 | Dzifa Kusenuh Nienke de la Rive Box     | Puerto Vallemí Brussel            | Paraguay België                |
| S16E22               |                        | 19-03-2023 | Freddy Tratlehner Chris Zegers          | Palermo Khayelitsha               | Italië Zuid-Afrika             |
| S16E23               |                        | 26-03-2023 | Dzifa Kusenuh Freddy Tratlehner         | Puerto Vallemí Eolische Eilanden  | Paraguay Italië                |
| S16E24               |                        | 02-04-2023 | Chris Zegers Nienke de la Rive Box      | Stellenbosch Luik                 | Zuid-Afrika België             |
| S16E25               |                        | 09-04-2023 | Dzifa Kusenuh Chris Zegers              | Kolonie Friesland Karoo           | Paraguay Zuid-Afrika           |
| S16E26               |                        | 16-04-2023 | Nienke de la Rive Box Dzifa Kusenuh     | Clervaux en Bourscheid Concepción | Luxemburg Paraguay             |
| S16E27               |                        | 23-04-2023 | Chris Zegers Freddy Tratlehner          | Karoo Salina                      | Zuid-Afrika Italië             |

## Seizoen 17
Seizoen 17 begon op 20 augustus 2023 met het presentatieteam Chris Zegers, Jennifer Hoffman, Nienke de la Rive Box, Dzifa Kusenuh en Jurre Geluk. Ze laten zien hoe je op reis bewuste keuzes kunt maken en lichten de leukste en meest interessante reizen voor je uit. In dit seizoen gaan ook twee nieuwe videomakers op reis: Tim Runia & Niek Mulder.
| Aflevering (seizoen) | Aflevering (programma) | Datum      | Presentatoren           | Bestemming                                          | Land                |
| -------------------- | ---------------------- | ---------- | ----------------------- | --------------------------------------------------- | ------------------- |
| S17E01               |                        | 20-08-2023 | Chris Zegers            | Flores                                              | Portugal            |
| S17E02               |                        | 27-08-2023 | Dzifa Kusenuh           | Berlijn                                             | Duitsland           |
| S17E03               |                        | 01-09-2023 | Tim Runia & Niek Mulder | Quito                                               | Ecuador             |
| S17E04               |                        | 08-09-2023 | Nienke de la Rive Box   | Ipswich                                             | Verenigd Koninkrijk |
| S17E05               |                        | 15-09-2023 | Jurre Geluk             | Venø & Klitmøller                                   | Denemarken          |
| S17E06               |                        | 22-09-2023 | Chris Zegers            | Faial & Pico                                        | Portugal            |
| S17E07               |                        | 29-09-2023 | Jurre Geluk             | Skagen & Aalborg                                    | Denemarken          |
| S17E08               |                        | 06-10-2023 | Tim Runia & Niek Mulder | Riobamba                                            | Ecuador             |
| S17E09               |                        | 13-10-2023 | Chris Zegers            | Glasgow                                             | Verenigd Koninkrijk |
| S17E10               |                        | 20-10-2023 | Tim Runia & Niek Mulder | Canoa & Isla de la Plata                            | Ecuador             |
| S17E11               |                        | 27-10-2023 | Jennifer Hoffman        | Zwitserland                                         | Zwitserland         |
| S17E12               |                        | 03-11-2023 | Nienke de la Rive Box   | Transumanza                                         | Italië              |
| S17E13               |                        | 10-11-2023 | Dzifa Kusenuh           | La Rochelle (Charente-Maritime)                     | Frankrijk           |
| S17E14               |                        | 17-11-2023 | Tim Runia & Niek Mulder | Regenwoud                                           | Ecuador             |
| S17E15               |                        | 24-11-2023 | Nienke de la Rive Box   | Tirana (stad)                                       | Albanië             |
| S17E16               |                        | 15-12-2023 | Raïsha Zeegelaar        | Parijs                                              | Frankrijk           |
| S17E17               |                        | 09-02-2023 | Chris Zegers            | São Vicente (eiland) & Santo Antão                  | Kaapverdië          |
| S17E18               |                        | 16-02-2024 | Freddy Tratlehner       | Baskenland                                          | Spanje              |
| S17E19               |                        | 23-02-2024 | Dzifa Kusenuh           | Bangkok                                             | Thailand            |
| S17E20               |                        | 01-03-2024 | Nienke de la Rive Box   | Peaks of the Balkan                                 | Albanië & Kosovo    |
| S17E21               |                        | 08-03-2024 | Chris Zegers            | Santiago (eiland) & Fogo (Kaapverdië)               | Kaapverdië          |
| S17E22               |                        | 15-03-2024 | Dzifa Kusenuh           | Chiang Mai (stad) & Mae Hong Son (provincie)        | Thailand            |
| S17E23               |                        | 22-03-2024 | Jennifer Hoffman        | Seborga & Finale Ligure                             | Italië              |
| S17E24               |                        | 29-03-2024 | Freddy Tratlehner       | Baskenland                                          | Spanje              |
| A17E25               |                        | 05-04-2024 | Dzifa Kusenuh           | Mae Hong Son (provincie)                            | Thailand            |
| S17E26               |                        | 12-04-2024 | Sahil Amar Aïssa        | Marseille                                           | Frankrijk           |
| S17E27               |                        | 19-04-2024 | Chris Zegers            | Cayenne (stad) & Îles du Salut                      | Frans-Guyana        |
| S17E28               |                        | 26-04-2024 | Nienke de la Rive Box   | Boekarest & Mogoșoaia & Clejani                     | Roemenië            |
| S17E29               |                        | 03-05-2024 | Dzifa Kusenuh           | Banteay Chhmar & Siem Reap (stad)                   | Cambodja            |
| S17E30               |                        | 10-05-2024 | Sahil Amar Aïssa        | Tunis & Chebika & Ksar Hadada & Chenini             | Tunesië             |
| S17E31               |                        | 17-05-2024 | Chris Zegers            | Awala-Yalimapo & Saint-Laurent-du-Maroni & Kourou & | Frans-Guyana        |
| S17E32               |                        | 24-05-2024 | Dzifa Kusenuh           | Phnom Penh & Cardamomgebergte & Koh Ta Kiev         | Cambodja            |

## Specials
| Aflevering (seizoen) | Aflevering (programma) | Datum      | Presentatoren              | Thema                     | Bestemming      |
| -------------------- | ---------------------- | ---------- | -------------------------- | ------------------------- | --------------- |
| 1                    |                        | 17-01-2021 | Evi Hanssen                | Digital Detox             | Nederland       |
| 14                   |                        | 03-04-2022 | Maurice Lede               | Expeditie Mont Blanc (1)  | Frankrijk       |
| 15                   |                        | 17-04-2022 | Maurice Lede               | Expeditie Mont Blanc (2)  | Frankrijk       |
| 16                   |                        | 24-04-2022 | Dzifa Kusenuh              | Bikepacking               | Nederland       |
| 17                   |                        | 01-05-2022 | Sahil Amar Aïssa           | Off the beaten track      | Moldavië        |
| 18                   |                        | 08-05-2022 | Chris Zegers               | IJskoorts                 | Zweden          |
| 19                   |                        | 15-05-2022 | Nienke de la Rive Box      | Een nieuwe bestemming     | Nederland       |
| 20                   |                        | 30-04-2023 | Nienke de la Rive Box      | Post-corona Nederland     | Nederland       |
| 21                   |                        | 07-05-2023 | Jennifer Hoffman           | Off-season reizen Menorca | Menorca, Spanje |
| 22                   |                        | 14-05-2023 | Dzifa Kusenuh              | Rewilding Portugal        | Portugal        |
| 23                   |                        | 21-05-2023 | Sahil Amar Aïssa           | Interrailen               | Europa          |
| 24                   |                        | 28-05-2023 | Chris Zegers Dzifa Kusenuh | CO2 compensatie           | IJsland Bolivia |